# Straubing
Straubing ist eine kreisfreie Stadt im Regierungsbezirk Niederbayern in Ostbayern mit 49.775 Einwohnern (Stand: 31. Dezember 2023). Im späten Mittelalter war die Stadt neben München, Landshut und Ingolstadt eine der Hauptstädte der bayerischen Teilherzogtümer, was sich in der Architektur bis heute widerspiegelt. Heute ist Straubing eines von vier niederbayerischen Oberzentren und Verwaltungssitz der Planungsregion Donau-Wald. Die Mittelstadt ist Sitz des Landratsamtes Straubing-Bogen und die größte Stadt im Gäuboden.

## Geografie

### Geografische Lage
Die Stadt liegt im Zentrum des fruchtbaren Gäubodens an der Donau.

### Stadtgliederung, Stadtgebiet und Nachbargemeinden
In Ost-West-Richtung hat die Stadt eine Ausdehnung von 13,5, in Nord-Süd-Richtung von 9,2 Kilometern.
Straubing ist nicht in Stadtbezirke unterteilt. Im Rahmen der Gebietsreform in Bayern wurden zwischen 1972 und 1976 die Nachbargemeinden Alburg (mit Kay), Ittling (mit Eglsee), Kagers (mit dem Weiler Öberau), Hornstorf (mit Sossau) und der südliche Teil der Gemeinde Unterzeitldorn eingemeindet (der nördliche Teil der Gemeinde Unterzeitldorn wurde nach Parkstetten eingegliedert und ging in der Gemarkung Parkstetten auf). Seitdem besteht die Stadtgemeinde Straubing aus 26 Gemeindeteilen.
In der Stadt Straubing gibt es die sechs Gemarkungen Alburg, Hornstorf, Ittling, Kagers, Straubing und Unterzeitldorn, die, mit Ausnahme von Unterzeitldorn, im Wesentlichen den früheren Gemeindegebieten entsprechen. Die Gemarkung Straubing entspricht der Fläche der Stadt Straubing vor der Gebietsreform.
Das Stadtgebiet Straubings erstreckt sich entlang der Donau in Ost-West-Richtung, wobei sich der Großteil südlich der Donau befindet. Nördlich der Donau sind die Gemeindeteile Hornstorf, Sossau (Gemarkung Hornstorf) und Unterzeitldorn sowie der Bereich der Öberauer Donauschleife, eines Altwasserarms der Donau, mit dem Weiler Öberau (Gemarkung Kagers) Teile der Stadt. Südlich der Donau gehören die Orte Kay (Gemarkung Alburg) und Gut Eglsee (Gemarkung Ittling) zur Stadt Straubing.
| \| Gemarkungs- schlüssel \| Gemarkung \| Fläche[5] km² \| Einwohner Zensus 2011-05-09[6] \| Gemeindeteile \| \| --------------------- \| --------------- \| ------------- \| ------------------------------ \| ---------------------------------------------------------------------------- \| \| 5612 \| Unterzeitldorn \| 1,57 \| 155 \| Unterzeitldorn, Gollau \| \| 5622 \| Kagers \| 6,40 \| 904 \| Kagers, Breitenfeld, Öberau \| \| 5623 \| Hornstorf \| 3,60 \| 408 \| Hornstorf, Sossau \| \| 5624 \| Alburg \| 21,86 \| 3781 \| Alburg, Harthof, Kay, Lerchenhaid, Mooshäusl, Oberast, Ringenberg, Wimpasing \| \| 5625 \| Straubing \| 19,84 \| 34136 \| Straubing, Frauenbründl, Gstütt, Im Königreich, Mitterast \| \| 5626 \| Ittling \| 14,33 \| 5124 \| Ittling, Gut Eglsee, Haid, Hofstetten, Oberöbling, Unteröbling \| \| \| Stadt Straubing \| 67,59 \| 44488 \| \| |                 |            |                             |                                                                              |
| Gemarkungs- schlüssel | Gemarkung       | Fläche km² | Einwohner Zensus 2011-05-09 | Gemeindeteile                                                                |
| 5612 | Unterzeitldorn  | 1,57       | 155                         | Unterzeitldorn, Gollau                                                       |
| 5622 | Kagers          | 6,40       | 904                         | Kagers, Breitenfeld, Öberau                                                  |
| 5623 | Hornstorf       | 3,60       | 408                         | Hornstorf, Sossau                                                            |
| 5624 | Alburg          | 21,86      | 3781                        | Alburg, Harthof, Kay, Lerchenhaid, Mooshäusl, Oberast, Ringenberg, Wimpasing |
| 5625 | Straubing       | 19,84      | 34136                       | Straubing, Frauenbründl, Gstütt, Im Königreich, Mitterast                    |
| 5626 | Ittling         | 14,33      | 5124                        | Ittling, Gut Eglsee, Haid, Hofstetten, Oberöbling, Unteröbling               |
| | Stadt Straubing | 67,59      | 44488                       |                                                                              |

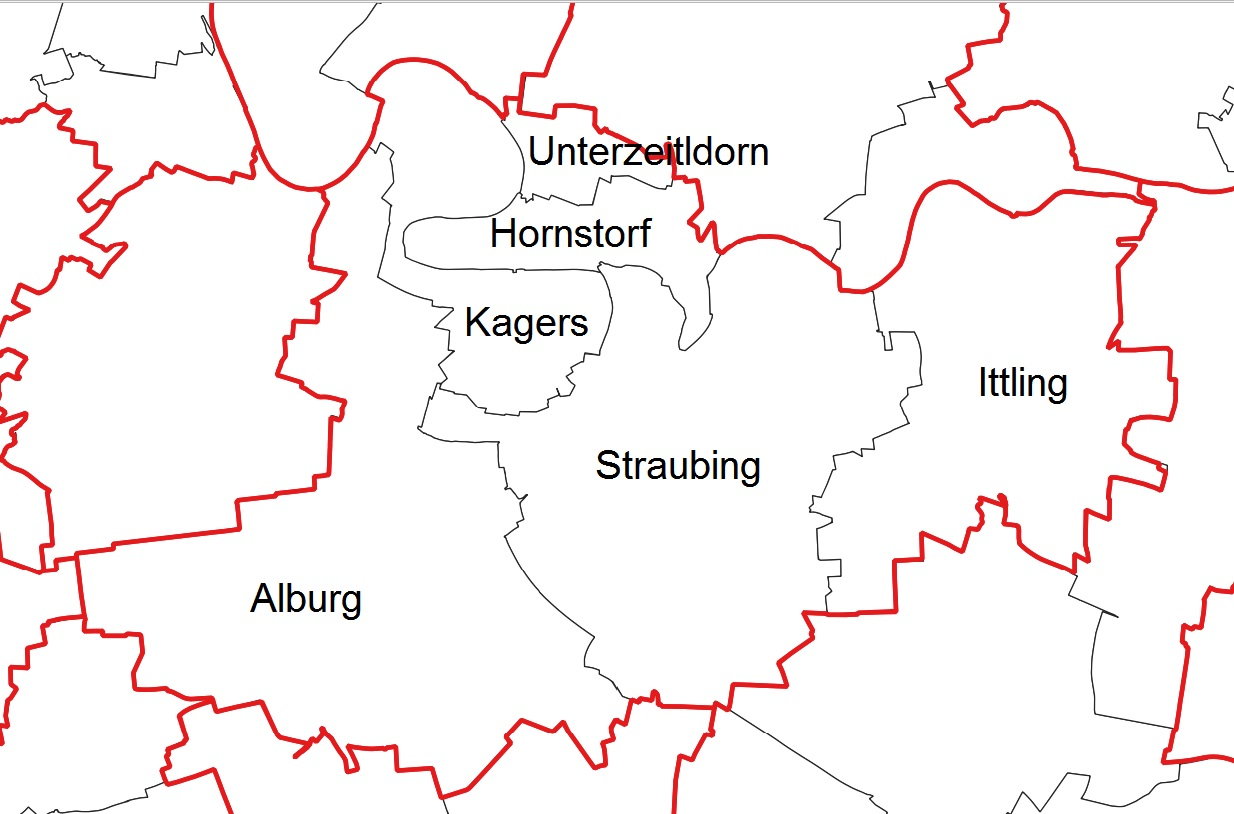
Gemarkungen der Stadt Straubing

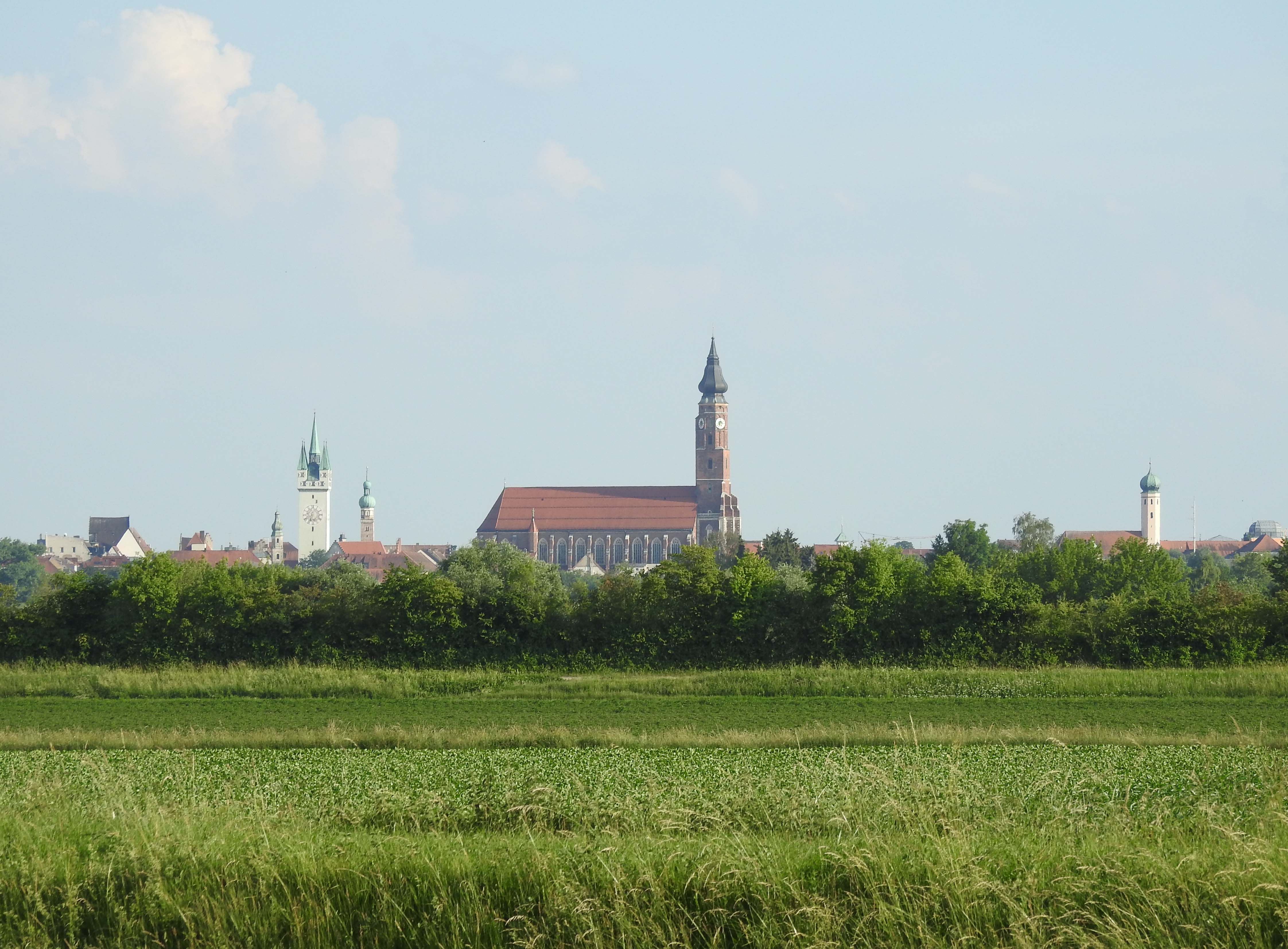
Straubing von Norden; mittig die Basilika St. Jakob, links davon der markante Stadtturm, rechts der Turm der Jesuitenkirche „Aufnahme Mariens in den Himmel“

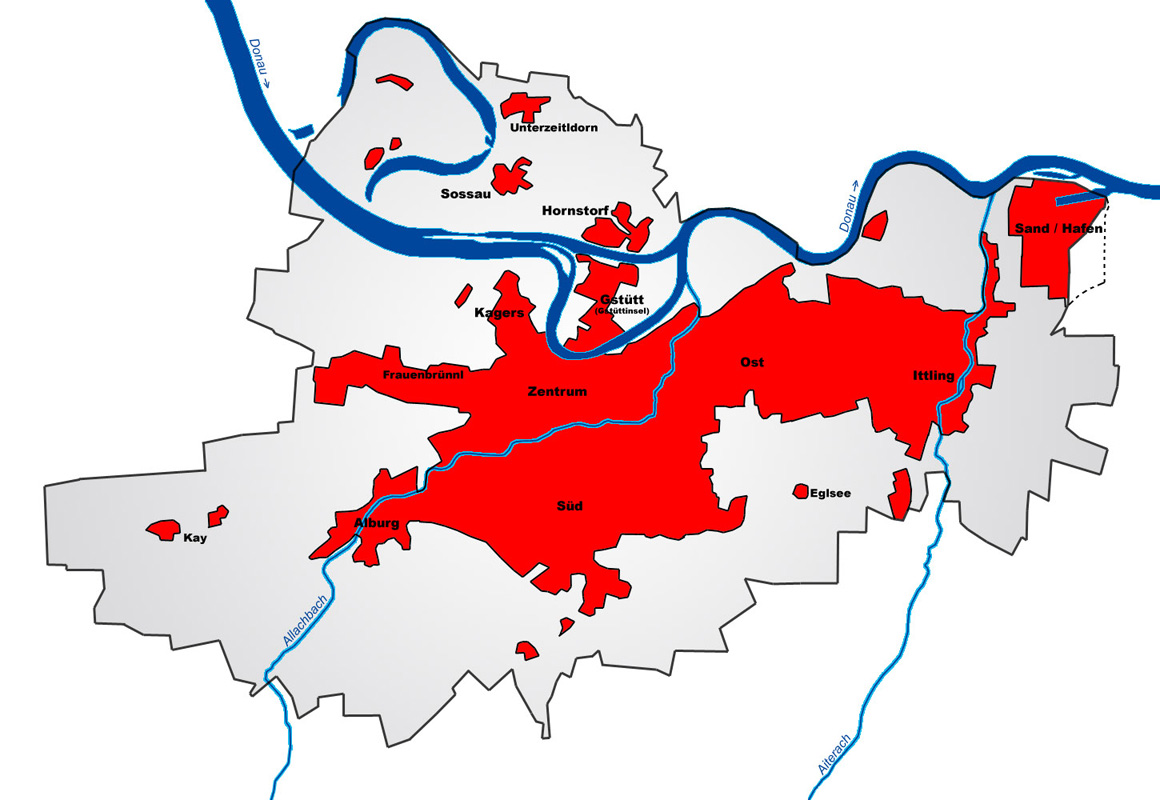
Karte der Stadt Straubing

Das Stadtgebiet ist vollständig vom Landkreis Straubing-Bogen umschlossen. Folgende Gemeinden grenzen an die Stadt Straubing (im Uhrzeigersinn, beginnend im Norden): Kirchroth, Parkstetten, Bogen, Aiterhofen, Feldkirchen, Geiselhöring, Perkam, Atting.

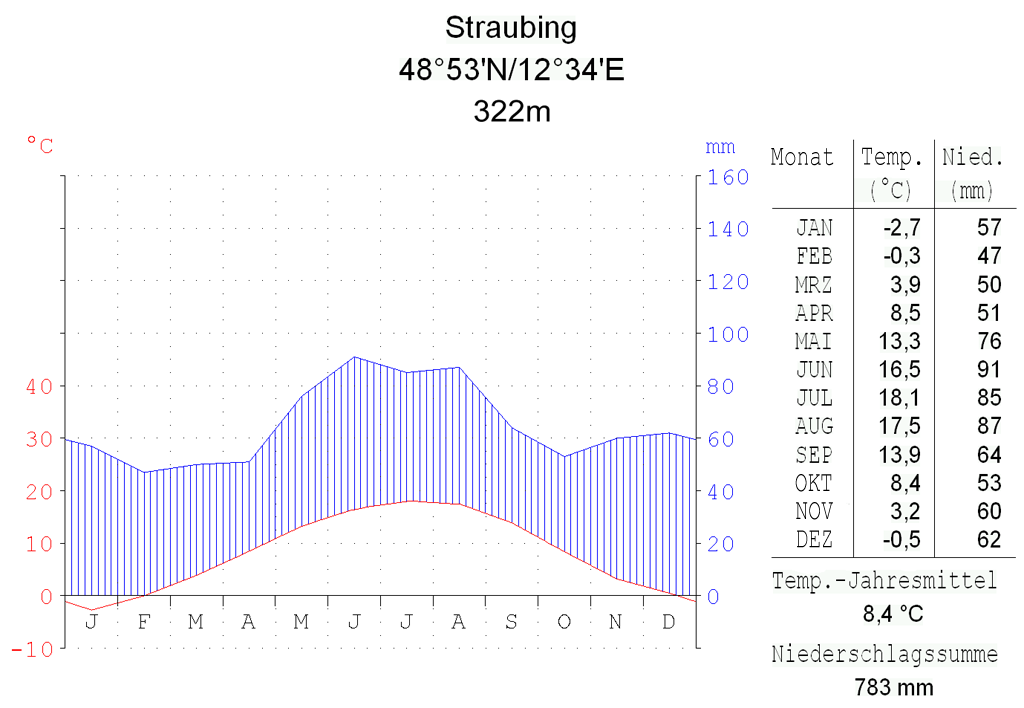
Klimadiagramm Straubing

### Klima
Das Klima von Straubing ist ein gemäßigtes Kontinentalklima. Durch den Bayerischen Wald im Norden, das niederbayerische Hügelland im Süden und die Lage in der niedrigen Flussebene ist die Stadt vor starken Winden größtenteils geschützt. Kalte Winde aus Norden erreichen Straubing ebenso selten wie Föhnwinde aus Süden.
Durch die Lage in der Donauebene bildet sich häufig Nebel, vor allem in Frühling und Herbst.
Wärmster Monat ist der Juli mit durchschnittlich 18,1 Grad Celsius, kältester Monat ist der Januar mit −2,7 Grad Celsius im Mittel. Der größte Niederschlag fällt von Juni bis August mit durchschnittlich 85 bis 91 Millimeter, die geringste von Februar bis April mit 47 bis 51 Millimeter und im Oktober mit durchschnittlich 53 Millimeter.

## Geschichte

### Altertum
Dort, wo heute die Stadt Straubing liegt, lassen sich seit etwa 5600 v. Chr. (Jungsteinzeit) nahezu ohne Unterbrechungen menschliche Ansiedlungen nachweisen. Bedeutend ist dabei vor allem die frühbronzezeitliche Straubinger Gruppe. Ab etwa 500 v. Chr. siedelten hier die Kelten der Hallstattkultur in einem Oppidum. Von ihnen stammt auch der erste erhaltene Siedlungsname Sorviodurum.
Ein einschneidendes Ereignis für die Region war die Eroberung durch die Römer um die Zeitenwende. Noch heute finden sich viele Spuren der etwa 400 Jahre dauernden römischen Herrschaft, darunter vier Kastelle (siehe Kastelle von Straubing) und der bekannte Römerschatz, der im Gäubodenmuseum ausgestellt ist. Die Römer behielten den keltischen Ortsnamen Sorviodurum und bauten die Stätte zu einem bedeutenden Militärplatz an der osträtischen Donaugrenze aus. Die Kastelle beherbergten erst eine reguläre und später eine Canathener-Kohorte, also eine Spezialeinheit von etwa tausend Bogenschützen aus der Gegend des heutigen Syrien.

### Frühes Mittelalter
Nach dem Ende des Römischen Reiches wurde Straubing fast übergangslos zu einem Siedlungszentrum der Bajuwaren, die sich vor allem im Bereich der alten römischen Siedlung um den heutigen Kirchhof von St. Peter zwischen Allachbach und Donau und des heutigen Stadtteils Alburg niederließen. Nach bajuwarischer Gepflogenheit wurde die neue Siedlung nach dem Sippenführer Strupo Strupinga genannt, woraus sich schließlich der Name Straubing entwickelte.
Nach Absetzung des letzten agilolfingischen Herzogs Tassilo wurde Straubing karolingisches Kammergut und kam unter Kaiser Otto dem Großen in Besitz des sächsischen Kaiserhauses, zuletzt an Kaiser Heinrich den Heiligen. Die erste urkundliche Erwähnung 897 fällt in diese Zeit. Kaiser Heinrich schenkte sein Gut zu Straubing seinem Bruder Bruno, damals Bischof von Augsburg. Nach dessen Tod 1029 ging die Grundherrschaft über das alte Straubing an das Augsburger Domkapitel über, von dessen Herrschaft sich die Stadt erst 1537 freikaufte. In die zweite Hälfte des 12. Jahrhunderts fällt schließlich als weithin sichtbares Symbol der Macht des Domkapitels der Neubau der Kirche St. Peter im romanischen Stil an der Stelle zweier Vorgängerbauten.
Der wittelsbachische Herzog Ludwig der Kelheimer setzte 1218 mit Gründung der Straubinger Neustadt westlich des alten Siedlungszentrums ein deutliches Zeichen gegen die kirchliche Grundherrschaft des Augsburger Domkapitels, die nahe freie Reichsstadt Regensburg und die mächtigen Grafen von Bogen. Weitere Stadtgründungen in Niederbayern waren Landshut 1204 und Landau 1224.

### Spätes Mittelalter

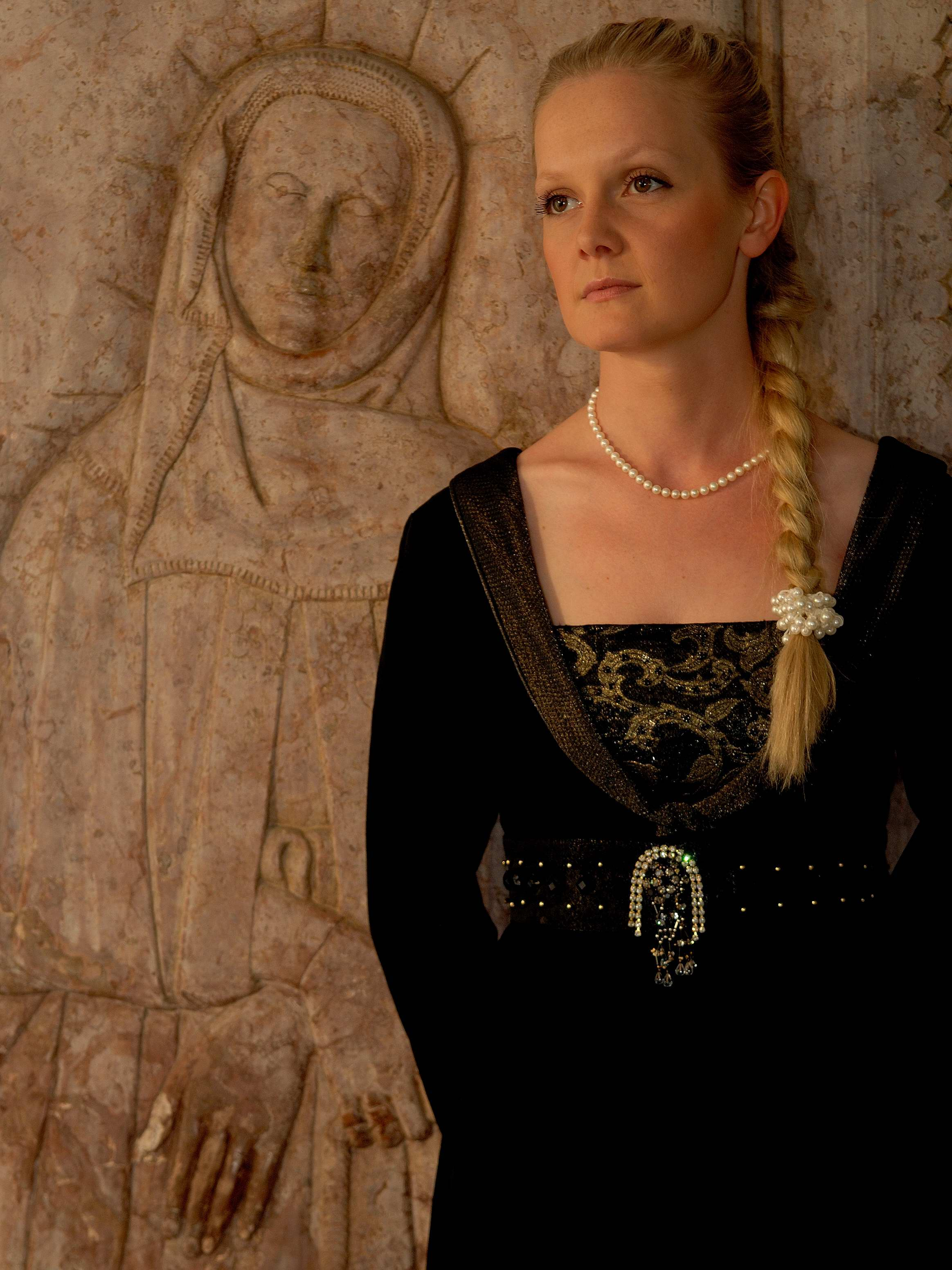
Grabstein der Agnes Bernauer (mit Darstellerin der Agnes-Bernauer-Festspiele 2007)

Straubing entwickelte sich rasch zu einem Zentrum wittelsbachischer Herrschaft. Seit 1255 war die Stadt Sitz eines Vitztums. Im 14. Jahrhundert entstanden der Stadtturm (Baubeginn 1316), die Basilika St. Jakob (um 1395) und der Stadtplatz. Heute stellt sich der gotische Stadtkern mit dem 800 m langen Stadtplatz als harmonischer Mix von gotischen Treppengiebeln, Renaissance-Erkern, Barock- und Rokokofassaden und klassizistischen Lisenen dar. Im Zuge der wittelsbachischen Erbteilungen wurde Straubing 1353 Hauptstadt des Herzogtums Bayern-Straubing, das der bayerische Teil des Länderkomplexes Straubing-Holland war. Bereits 1425 erlosch diese Linie der Wittelsbacher im Mannesstamm und das Herzogtum wurde nach Erbstreitigkeiten im Preßburger Schiedsspruch aufgeteilt, wobei die Stadt Straubing an Bayern-München fiel. Dennoch sind diese sieben Jahrzehnte für die Stadtgeschichte prägend wie keine andere Epoche. Besonders Herzog Albrecht I. und später sein Sohn und Statthalter Albrecht II. residierten für lange Zeit in der Stadt.
Weitreichende Bekanntheit erlangte die Liebesgeschichte zwischen dem wittelsbachischen Erben Albrecht III., der das Straubinger Land für seinen Vater Herzog Ernst von Bayern-München verwaltete, und der Baderstochter Agnes Bernauer, die 1435 in der Donau bei Straubing ein tragisches Ende fand. Als Sühne erbaute Herzog Ernst die Bernauer-Kapelle am Petersfriedhof, worin sich heute auch die Grabplatte findet.
Ab 1474 wurde der Befestigungsring um die Stadt erheblich erweitert. Um den Schiffsverkehr besser kontrollieren zu können und den für den Stadtsäckel wichtigen Zoll erheben zu können, verlegte man auch den Lauf der Donau durch die so genannte Sossauer Bschlacht näher an die Stadt unter Nutzung des alten Altwasserarms.

### Neuzeit
1507 entstand durch eine Reform Herzog Albrechts IV. das Rentamt Straubing, somit wurde die Stadt für drei Jahrhunderte eines der Verwaltungszentren des Herzogtums Bayern. 1514 fiel dieses Gebiet, ebenso wie Landshut, zunächst an Albrechts jüngeren Sohn Ludwig X., bevor ab 1545 die Teilungen des Herzogtums endgültig endeten.
1568 fertigte der Drechslermeister Jakob Sandtner ein für diese Zeit erstaunlich präzises Modell seiner Heimatstadt Straubing an. Es ist heute ein herausragendes Dokument der Stadtgeschichte, das als Kopie im Gäubodenmuseum zu besichtigen ist. Sandtner erstellte im Auftrag des bayerischen Herzogs Albrecht V. weitere Stadtmodelle der damaligen Regierungsstädte München, Landshut, Ingolstadt und Burghausen. Diese und das Originalmodell von Straubing sind im Bayerischen Nationalmuseum in München zu besichtigen.

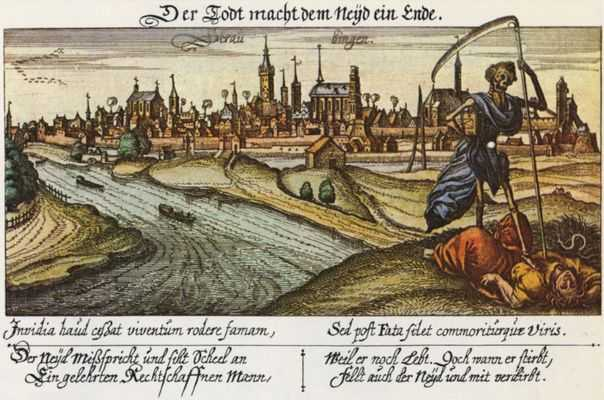
Straubing um 1630

Im 16. Jahrhundert war Straubing das Zentrum der Reformation in Niederbayern, die Stadt musste sich aber schließlich der ausschließlichen Katholizität des Herzogtums Bayern beugen. Opfer der Ausweisungspolitik war der berühmte Patriziersohn Ulrich Schmidl, der von 1535 bis 1554 an der Eroberung Südamerikas durch die Spanier teilnahm und als Mitbegründer der Stadt Buenos Aires sowie als erster Geschichtsschreiber Argentiniens gilt. Über die Rechtgläubigkeit der Stadt wachten ab 1614 die Kapuziner, ab 1631 die Jesuiten und andere Orden, die sich im 17. und 18. Jahrhundert dort niederließen, wie Ursulinen 1691, Franziskaner 1702 und Elisabethinnen 1748, die sich vor allem um die Krankenpflege im Kloster Azlburg kümmerten.
Ein schwerer Schlag für Straubing war der Dreißigjährige Krieg: Rund 1800 der 4000 Einwohner fielen 1633 der schwedischen Besatzung unter Bernhard von Weimar oder der miteingeschleppten Pest zum Opfer. Sämtliche Anwesen um den Mauerring der Stadt wurden aus fortifikatorischen Gründen niedergelegt oder durch Beschuss zerstört. Erst Ende des 17. Jahrhunderts hatte sich die Stadt davon erholt und wurde im Zuge der Barockisierung zu einer wichtigen Wirkungsstätte der Bildhauer- und Malerfamilie Asam. Zusammen schufen die Brüder Asam die Klosterkirche der Ursulinen.

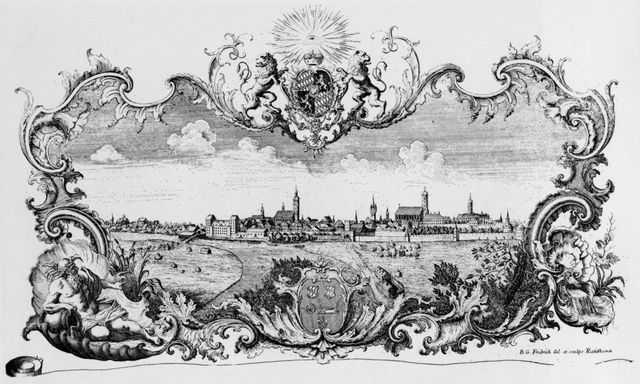
Straubing um 1740

1704 wurde Straubing von den Österreichern besetzt (Spanischer Erbfolgekrieg), da sich Kurfürst Max Emanuel mit Frankreich verbündet hatte. Aufgrund eines Gelübdes zur Abwehrung der Kriegsgefahr wurde 1709 die sogenannte Dreifaltigkeitssäule aufgestellt. Auch 1742 und 1743 überstand die Stadt Belagerungen durch österreichische Truppen (Österreichischer Erbfolgekrieg) als Kurfürst Karl Albrecht nach der Kaiserkrone gegriffen hatte. Die daraus resultierende Wirtschaftskrise gipfelte im Bankrott der Stadt und dem großen Stadtbrand von 1780, der weite Teile der nördlich des Stadtplatzes gelegenen Quartiere in Schutt und Asche legte. In diese Zeit fällt auch das Wirken des Bildhauers und Stuckateurs Mathias Obermayr, der zahlreiche Hausfassaden und vielen Kirchen in Stadt und Umkreis einen letzten unverwechselbaren Rokokoglanz verlieh. Nach der Säkularisation verlor Straubing weitgehend seine politische Bedeutung als Regierungs- und Verwaltungssitz – die Stellung als wichtigster Markt- und Handelsplatz im Gäuboden zwischen Regensburg und Passau blieb aber weitestgehend erhalten.

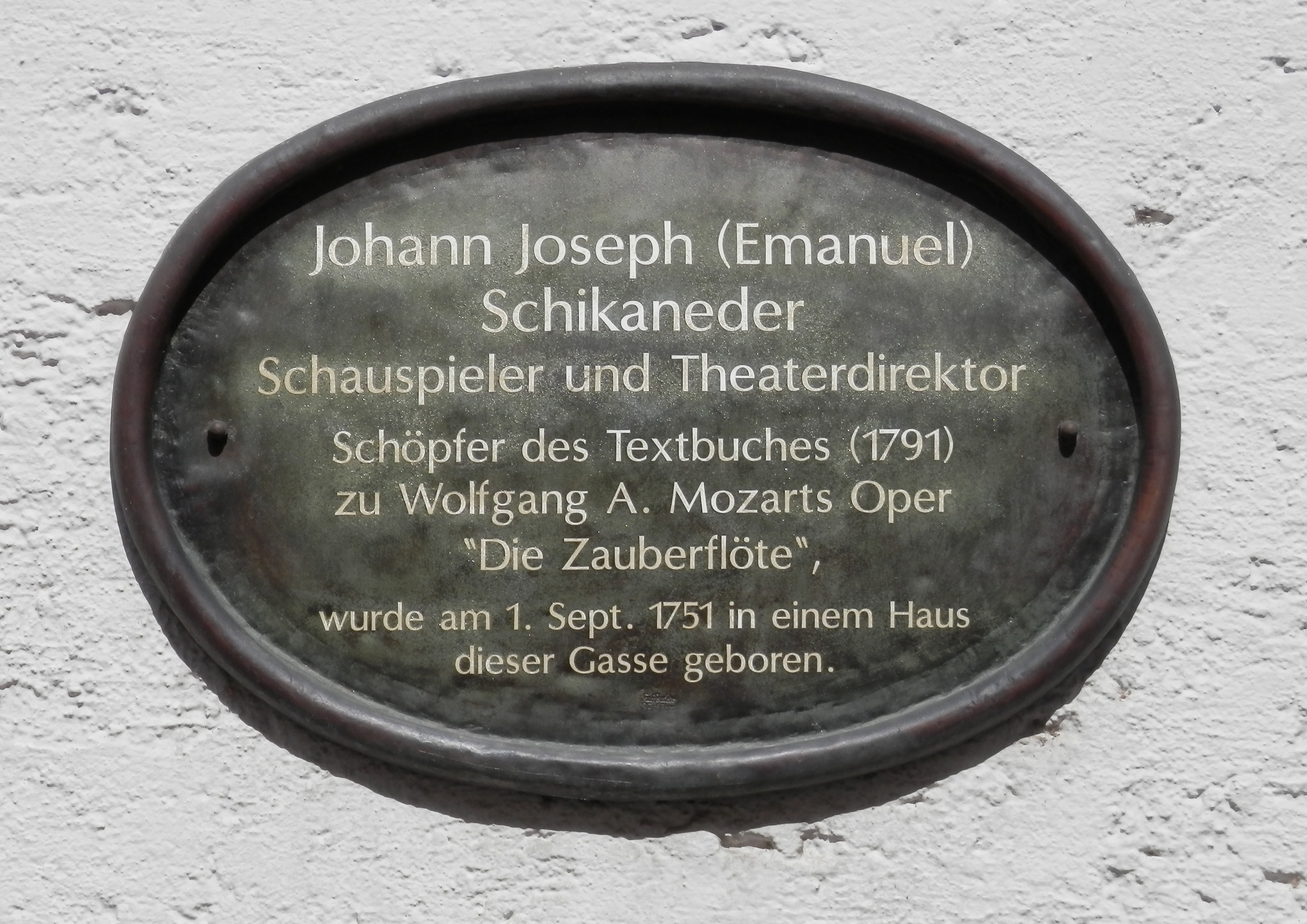
Schikaneder-Geburtshaus

Nach dem Vorbild des Münchner Zentrallandwirtschaftsfestes wurde 1812 in Straubing ein Kreislandwirtschaftsfest ins Leben gerufen, das heutige Gäubodenvolksfest. Die beiden Teile des Stadtplatzes wurden anlässlich des Besuchs des Thronfolgerpaares in Ludwigsplatz und Theresienplatz umbenannt. Weitere Umbenennungen von Straßen und Plätzen der Stadt erfolgten in der Zeit des Nationalsozialismus (zum Beispiel Großdeutschlandplatz, Freiherr-von-Epp-Straße), allerdings wurden diese nach dem Zweiten Weltkrieg wieder rückgängig gemacht.

### 20. Jahrhundert
Seit Ende des 19. Jahrhunderts befand sich in Straubing das größte bayerische Zuchthaus, damals ein modern eingerichteter Neubau. Ende des 20. Jahrhunderts kamen als weitere Einrichtungen die Bayerische Justizvollzugsakademie (zunächst als Bayerische Justizvollzugsschule) und eine Anstalt für forensische Psychiatrie hinzu. Heute sind in der Justizvollzugsanstalt Straubing Straftäter mit Freiheitsstrafen von mehr als fünf Jahren untergebracht.
1904 wurde die Straubinger Handwerker-Kreditgenossenschaft gegründet.
Straubing gehörte zu den ersten bayerischen Städten, die am Ende des Ersten Weltkriegs von der Novemberrevolution erfasst wurden. Am 8. November 1918 befreite ein Demonstrationszug Gefangene. Bereits am Nachmittag des 9. November hatte sich ein Arbeiter- und Soldatenrat gebildet, abends noch ein Bürgerrat.
Der im März 1933 ermordete Straubinger Otto Selz war das erste jüdische Opfer der NS-Herrschaft in Deutschland. Beim Novemberpogrom 1938 wurde die Synagoge der Jüdischen Gemeinde in der Wittelsbacherstraße von SA-Männern verwüstet. An die 43 jüdischen Bewohner, die dem Holocaust zum Opfer fielen, erinnert seit 1988 eine Gedenktafel am Mahnmal für die Opfer der Kriege im Pulverturm, an die Opfer von Zwangsarbeit ein Gedenkstein auf dem Friedhof St. Peter.
Bei drei schweren US-Luftangriffen auf den Eisenbahnknotenpunkt Straubing im Zweiten Weltkrieg 1944/45 kamen mindestens 400 Menschen ums Leben, weitreichende Zerstörungen im Stadtgebiet wurden angerichtet. Die meisten historischen Gebäude überstanden die Bombardements unversehrt. In der Nachkriegszeit erlebte Straubing einen großen wirtschaftlichen Aufschwung, der mit Namen wie der Skifirma Völkl oder dem Konzertelektronikhersteller Dynacord verbunden ist.

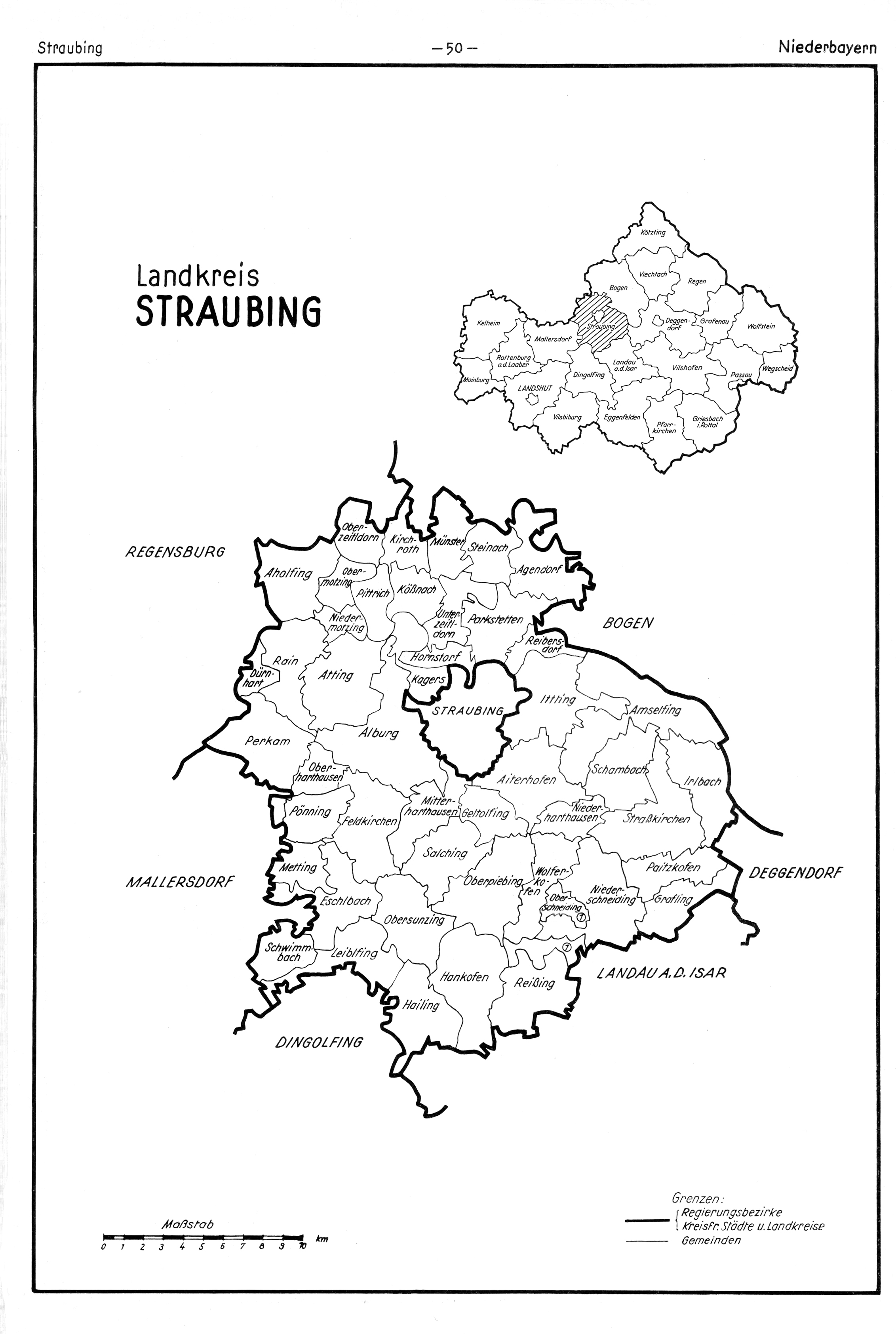
Die ehemaligen Gemeinden im damaligen Landkreis Straubing, von denen Hornstorf, Kagers, Alburg, Ittling in Gänze zu Gemarkungen der kreisfreien Stadt Straubing wurden, und Unterzeitldorn mit seinem Südteil (1961)

Am 1. Januar 1972 wurden im Rahmen der Gebietsreform die bis dahin selbständigen Gemeinden Hornstorf und Kagers eingegliedert. Am 1. Juli 1972 folgten Alburg und Ittling. Gebietsteile der aufgelösten Gemeinde Unterzeitldorn (bis zum 26. April 1951 Zeitldorn) kamen am 1. Juli 1976 hinzu.
1989 fand in Straubing die bayerische Landesgartenschau statt, 1992 die Landesausstellung Bauern in Bayern. 1997 wurde die 1100-Jahr-Feier der ersten urkundlichen Erwähnung der Stadt mit einem großen Bürgerfest am Stadtplatz abgehalten, die Deutsche Post gab aus diesem Anlass eine Sonderbriefmarke heraus. 2003 wurde die 650-Jahr-Feier des Herzogtums Straubing-Holland mit einer Reihe von Veranstaltungen begangen.

### 21. Jahrhundert
Wichtige Entwicklungen der letzten Jahre waren die Einrichtung des Industriegebietes Straubing-Sand, die Ausweisung großer Neubaugebiete im Osten und Westen der Stadt sowie die Ansiedlung des Kompetenzzentrums für Nachwachsende Rohstoffe (seit 2015 kurz KoNaRo) im Jahre 2001.
Am 9. Juni 2008 fand in Straubing der 9. Deutsch-Französische Ministerrat statt. Es war das erste Mal, dass sich der französische Staatspräsident Nicolas Sarkozy und Bundeskanzlerin Angela Merkel außerhalb der beiden Hauptstädte trafen.
Das Wissenschaftszentrum Straubing, das Technologie- und Förderzentrum und C. A. R. M. E. N. arbeiten hier eng zusammen (siehe unten). Am Wissenschaftszentrum wurden mehrere Lehrstühle der beteiligten Hochschulen, ein Bachelor- (seit 2013) und ein Masterstudiengang (seit 2008) Nachwachsende Rohstoffe sowie eine Fraunhofer-Projektgruppe (seit 2009) eingerichtet. Aufgrund der wissenschaftlichen Aktivitäten am KoNaRo wurde Straubing am 11. August 2007 durch Edmund Stoiber der Titel „Wissenschaftsstadt“ verliehen.
Zum 1. Oktober 2017 wurde das Wissenschaftszentrum Straubing auf Beschluss des Bayerischen Landtags in einen Campus für Biotechnologie und Nachhaltigkeit der Technischen Universität München umgewandelt.
Straubing war von den Jahrhunderthochwässern 2002 und 2013 betroffen, aufgrund des nach dem Hochwasser von 1988 verbesserten Hochwasserschutzes entstanden jedoch nur vergleichsweise geringe Schäden. Im November 2016 zerstörte ein Feuer den historischen Teil des Rathauses. Der Wiederaufbau des Rathauses wird voraussichtlich 2024 abgeschlossen sein.

## Bevölkerung

### Einwohnerstatistik

Einwohnerentwicklung von Straubing von 1840 bis 2017 nach nebenstehender Tabelle

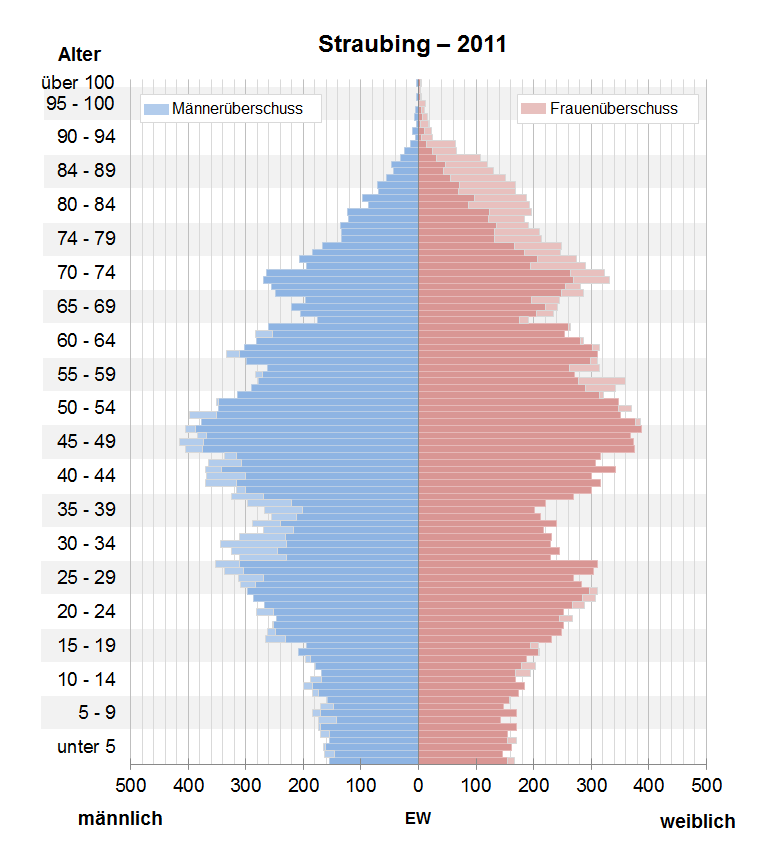
Bevölkerungspyramide für Straubing (Datenquelle: Zensus 2011)

Aus den Volkszählungen und Fortschreibungen des Bevölkerungsstandes ergibt sich auf das Stadtgebiet bezogen folgende Einwohnerentwicklung:
| Datum              | Einwohner |
| ------------------ | --------- |
| 1. Dezember 1840   | 11.251    |
| 1. Dezember 1871   | 13.458    |
| 1. Dezember 1900   | 20.164    |
| 16. Juni 1925      | 26.357    |
| 17. Mai 1939       | 32.225    |
| 13. September 1950 | 40.661    |
| 6. Juni 1961       | 41.032    |
| 27. Mai 1970       | 43.847    |
| 25. Mai 1987       | 40.093    |

| Jahr*                  | Einwohner |
| ---------------------- | --------- |
| 2011                   | 44.724    |
| 2012                   | 45.099    |
| 2013                   | 45.502    |
| 2014                   | 46.027    |
| 2015                   | 46.806    |
| 2016                   | 47.142    |
| 2017                   | 47.586    |
| 2018                   | 47.794    |
| 2019                   | 47.791    |
| 2020                   | 47.612    |
| * jeweils 31. Dezember |           |

Seit der Volkszählung 1987 wuchs die Stadtbevölkerung bis zum Jahresende 2020 um 18,8 %, von 40.093 auf 47.612 Einwohner.

### Konfessionsstatistik
Gemäß dem Zensus 2011 waren 63,9 % der Einwohner römisch-katholisch, 13,7 % evangelisch und 22,4 % konfessionslos, gehörten einer anderen Glaubensgemeinschaft an oder machten keine Angabe. Laut Statistischem Bericht 2023 der Stadt Straubing waren Ende 2022 48,3 % der Bevölkerung römisch-katholisch, 9,3 % evangelisch und 42,4 % gehörten einer anderen oder keiner Glaubensgemeinschaft an.

### Sonstige Religionen
Die Jüdische Gemeinde Straubing ist nach der Münchener Gemeinde die zweitgrößte in Bayern und zählte im Jahr 2007 ungefähr 1700 Mitglieder.
In Straubing leben rund 300 Sinti.

## Politik

### Stadtrat
Die Stadtratswahl vom 15. März 2020 erbrachte folgendes Ergebnis:
| Partei / politische Gruppierung | Stimmenanteil | +/− %p | Sitze im Stadtrat | +/− |
| ------------------------------- | ------------- | ------ | ----------------- | --- |
| CSU                             | 46,5 %        | −7,1   | 18 + OB           | −3  |
| SPD                             | 12,1 %        | −8,2   | 6                 | −2  |
| Grüne                           | 12,4 %        | +5,6   | 5                 | +2  |
| Freie Wähler                    | 11,5 %        | +1,5   | 5                 | +1  |
| ÖDP/Parteifreie Umweltschützer  | 6,8 %         | −2,5   | 3                 | −1  |
| AfD                             | 6,4 %         | +6,4   | 1                 | +1  |
| Die Linke                       | 2,5 %         | +2,5   | 1                 | +1  |
| FDP                             | 1,8 %         | +1,8   | 1                 | +1  |
| Sonstige                        | –             | –      | -                 | -   |

- Linke: 1
- SPD: 6
- Grüne: 5
- ÖDP: 3
- FWG: 5
- CSU: 19
- FDP: 1
- AfD: 1
- Sonst.: 0

Dem Rat gehören mit CSU, SPD, Grünen, Freien Wählern, ÖDP, AfD, der Linken und FDP acht Parteien an. Der neue Stadtrat konstituierte sich am 4. Mai 2020. Die Wahlbeteiligung lag bei 44,1 % und somit 1,1 Prozentpunkte über dem Wert der vorhergehenden Kommunalwahl.

### Bürgermeister
Bei der Wahl 2020 zum Oberbürgermeister erreichte der seit 2008 amtierende Markus Pannermayr (CSU) im ersten Wahlgang am 15. März die absolute Mehrheit. Er setzte sich mit 73,3 % der Stimmen gegen seine Gegenkandidaten Feride Niedermeier (GRÜNE), Stephan Weckmann (FWG), Peter Stranninger (SPD), Simon Bucher (ehemals AfD) und Karl Ringlstetter (Die Linke) durch. Pannermayr ist seit 2008 Oberbürgermeister der Stadt Straubing. Von 1996 bis 2008 hatte Reinhold Perlak (SPD) das Amt bekleidet.
Oberbürgermeister- und Stadtratskandidat Simon Bucher trat vor der Kommunalwahl aufgrund „rechtsextreme[r] Tendenzen einzelner anderer Kandidaten der Stadtratsliste“ aus der AfD aus und gehörte dem Stadtrat als parteiloses Mitglied an. Inzwischen ist Simon Bucher Mitglied der SPD und der SPD-Fraktion.
Zweiter Bürgermeister ist Albert Solleder (CSU), dritter Bürgermeister ist Werner Schäfer (SPD).

### Wappen

Stadtlogo mit Wappen

| Wappen der kreisfreien Stadt Straubing | Blasonierung: „In Rot ein silberner Pflug; darüber nebeneinander zwei Schildchen mit den bayerischen Rauten, unten eine goldene heraldische Lilie.“ |
| Wappen der kreisfreien Stadt Straubing | Wappenbegründung: Der Pflug im Wappen deutet auf die Bedeutung der Landwirtschaft für Straubing hin. Andere Deutungen ziehen eine Verbindung zum Wappen des Ortsadelsgeschlechtes der Straubinger, wobei unklar ist, in welche Richtung das Wappenbestandteil übernommen wurde. Die Rautenschildchen stehen für die Grafen von Bogen und die ihnen nachfolgenden Wittelsbacher, die die Stadt begründet haben. Die Lilie steht als Mariensymbol für die Patronin des Bistums Augsburg, zu welchem Straubing seit 1029 gehörte, sowie als Symbol für das Marktrecht der Stadt. Das Wappen ist seit etwa 1270 nahezu unverändert überliefert, die aktuelle Fassung wurde 1952 überprüft und festgelegt. |

### Städtepartnerschaften
- Romans-sur-Isère (Frankreich) seit 1971
- Wels (Österreich) seit 1972
- Tuam (Irland) seit 1991

## Kultur und Sehenswürdigkeiten

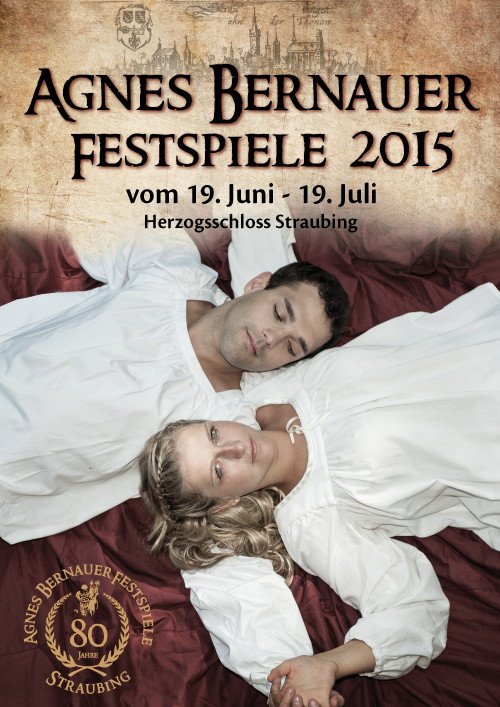
Agnes-Bernauer-Festspiele (Plakat für 2015)

### Veranstaltungen
- Gäubodenvolksfest (jährlich)

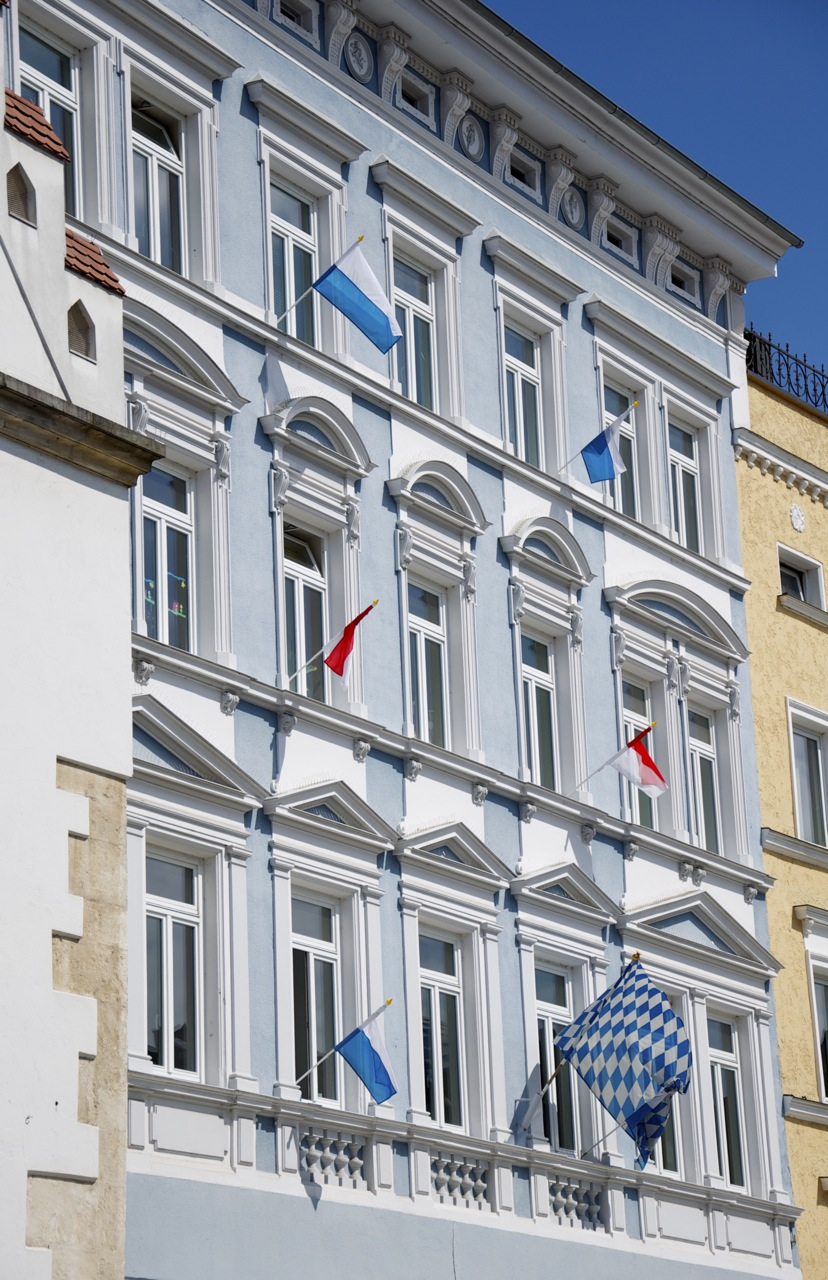
Häuserschmuck am Straubinger Stadtplatz zur Gäubodenvolksfest-Zeit

- Ostbayernschau (jährlich): Verbraucherausstellung mit 450.000 Besuchern
- Agnes-Bernauer-Festspiele (alle vier Jahre, wieder 2024)[32]
- Internationales Musikfestival Bluval (jährlich)
- Jazzfestival „Rivertone“ (jährlich, vor 2012 unter dem Namen „Jazz an der Donau“, bis 2017 „Bluetone“)[33]
- Frühlingsfest, von 2014 bis 2016 unter dem Namen ökovita (jährlich)
- Altstadtfest (jährlich)
- Bürgerfest (ursprünglich alle zwei Jahre, zuletzt 2018)[34]
- alljährlicher Christkindlmarkt mit über 35 Buden seit 2022 aufgeteilt auf Ludwigs- und Theresienplatz zu Füßen des Stadtturms.

### Theater
- Theater am Hagen (Zweigtheater des Landestheaters Niederbayern)
- AnSTATT-Theater (Theater im Alten Schlachthof)
- Volksbühne
- Paul-Theater

### Musik
- 1. Straubinger Akkordeonorchester 1973
- Freies Fanfarenkorps Straubing
- Collegium Musicum Straubing
- Kammerchor Straubing
- Niederbayerisches Kammerorchester
- Volkschor Straubing
- Stadtkapelle Straubing
- Konzertfreunde Straubing
- Anton-Bruckner-Gymnasium (Gymnasium mit musischem Zweig)
- Bandhaus Straubing

### Museen
- Gäubodenmuseum mit dem Straubinger Römerschatz (darunter Teile von Paraderüstungen der römischen Reitertruppe)
- Museum im Herzogsschloss (wechselnde Ausstellungen)
- NAWAREUM, ein Museum mit Themen wie Natur, Klimawandel, Pflanzen und Umwelt; ein Fokus liegt auf den nachwachsenden Rohstoffen und erneuerbaren Energien.[35]

### Bauwerke

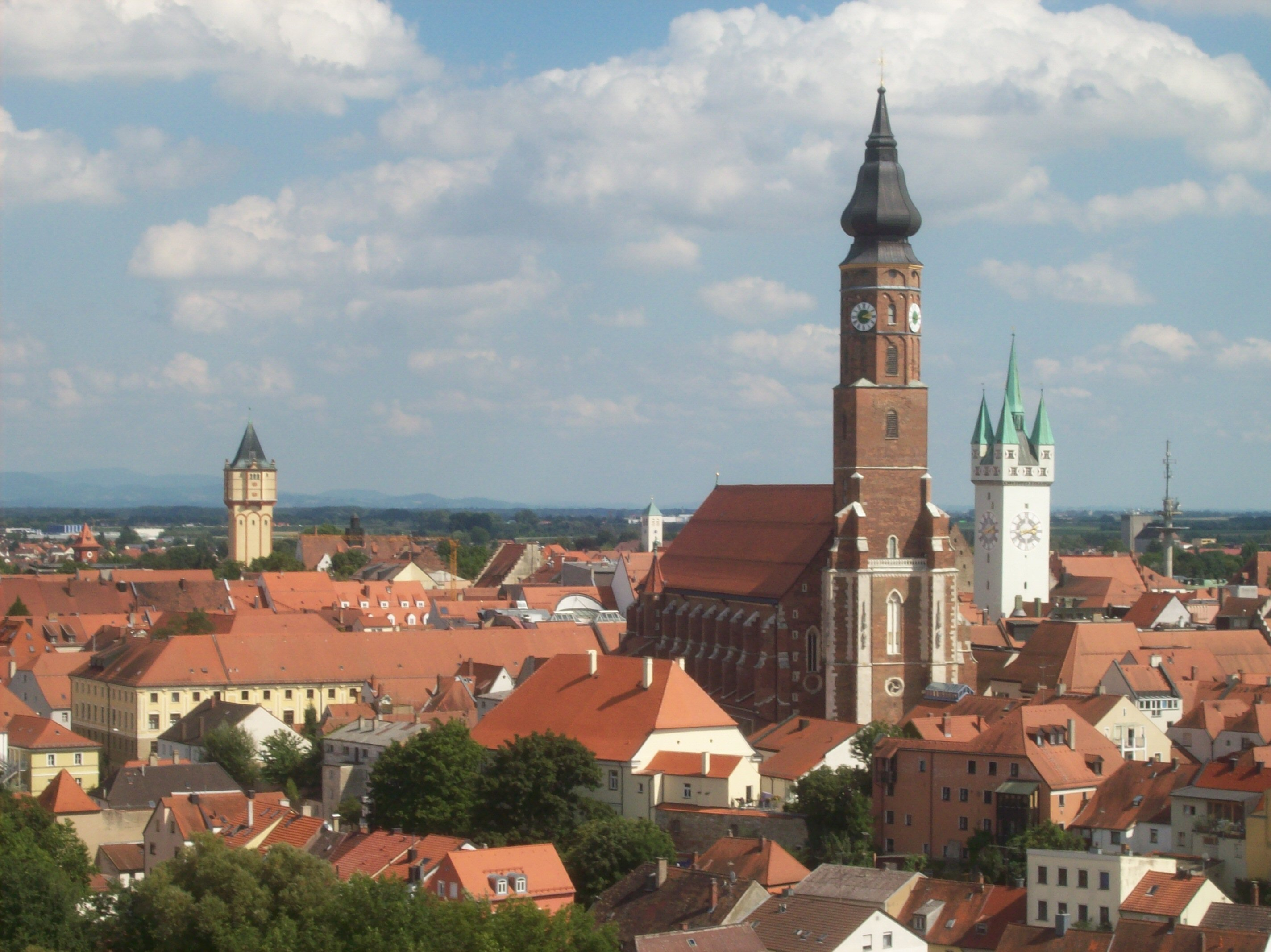
Straubing mit dem Wasserturm, St. Jakob und dem Stadtturm (v.l.n.r), im Hintergrund der Bayerische Wald

#### Sakrale Bauten
- Die Kirche  St. Peter mit dem Friedhof St. Peter östlich der heutigen Innenstadt von Straubing ist eine romanische Basilika. Sie entstand auf einem karolingischen Vorgängerbau in der damaligen Altstadt und war bis zur Stadterweiterung in gotischer Zeit die einzige Pfarrkirche.
- Etwas außerhalb im Ortsteil Sossau befindet sich die romanisch-gotische Wallfahrtskirche Mariä Himmelfahrt.

- Aus gotischer Zeit stammt auch die größte Kirche von Straubing, die Basilika St. Jakob und St. Tiburtius mit dem Moses-Fenster nach einem Entwurf von Albrecht Dürer. Sie ist eine Basilica minor seit 1989.
- Die Karmelitenkirche Hl. Geist des Karmelitenklosters Straubing ist eine gotische Hallenkirche, erbaut von Hans von Burghausen. Das Grab Albrechts II. in der später barock umgestalteten Karmelitenkirche ist einer der wertvollsten Kunstschätze der Stadt.
- Die ehemalige Jesuitenkirche Aufnahme Mariens in den Himmel entstand aus der gotischen „Frauenkapelle am Obern Tor“, wurde 1631 dem Jesuitenorden überlassen und 1683 umgebaut. Westlich grenzt das Jesuitenkolleg an.
- Die Kirche St. Veit wurde bereits 1393 als Votivkirche erbaut und im 18. Jahrhundert barockisiert, sie fungiert als Sitz der Priesterbruderschaft St. Salvator. Das Spitaltor, ein spätmittelalterliches Torhaus, wurde in der späten Renaissance ausgebaut.
- Die Wallfahrtskirche Frauenbrünnl im eingemeindeten gleichnamigen Ort wurde wohl von Hans Georg Asam ausgemalt.
- Ganz der Barockzeit gehören auch die Ursulinenkirche, das letzte gemeinsame Werk der Brüder Asam,an.
- Zum Bürgerspital gehört die Dreifaltigkeitskirche; sie wurde Kirche nach dem großen Stadtbrand 1780 frühklassizistisch erneuert. Dieser Zeit gehören auch die Gebäude von Kloster Azlburg an.
- Die einzige Synagoge in Niederbayern wurde 1907 im neoromanischen Stil erbaut.

#### Profane Bauten

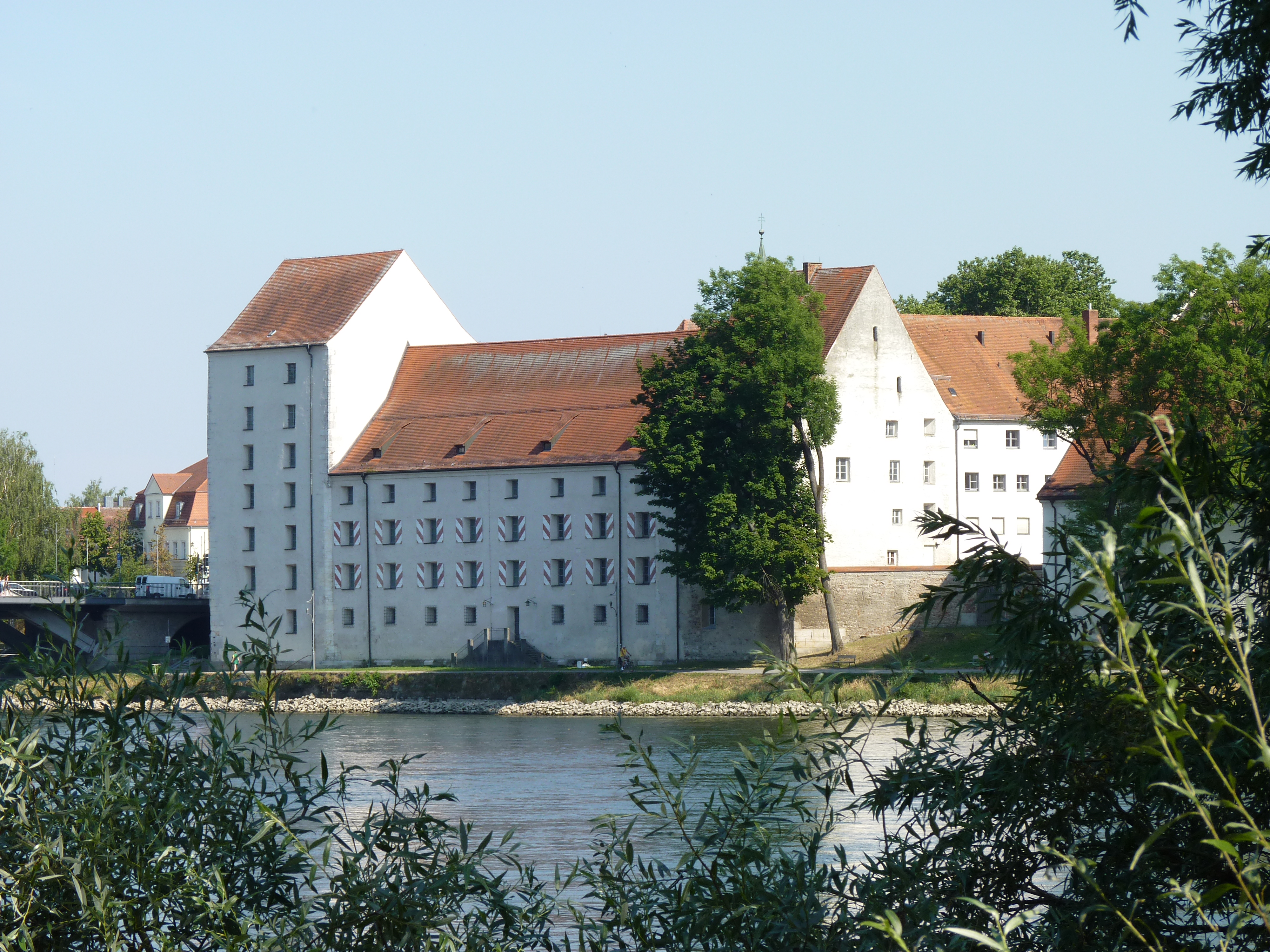
Der der Donau zugewandte Flügel des Straubinger Herzogschlosses

- Bedeutende Profanbauten der Gotik sind der dominante Stadtturm, das  Rathaus mit seinem historischen Rathaussaal, welches am 25. November 2016 bei einem Brand schwer beschädigt wurde, sowie das Herzogsschloss (siehe auch: Finanzamt Straubing).
- Der mittelalterlichen Stadtbefestigung gehörten der Weytterturm und der Pulverturm an.
- Die Dreifaltigkeitssäule  und das Gebäude des Gäubodenmuseums stammen aus der Epoche des Barock.
- Der markante Wasserturm wurde 1922 erbaut.
- Der alte Schlachthof wurde zu einem Kulturzentrum.[36]

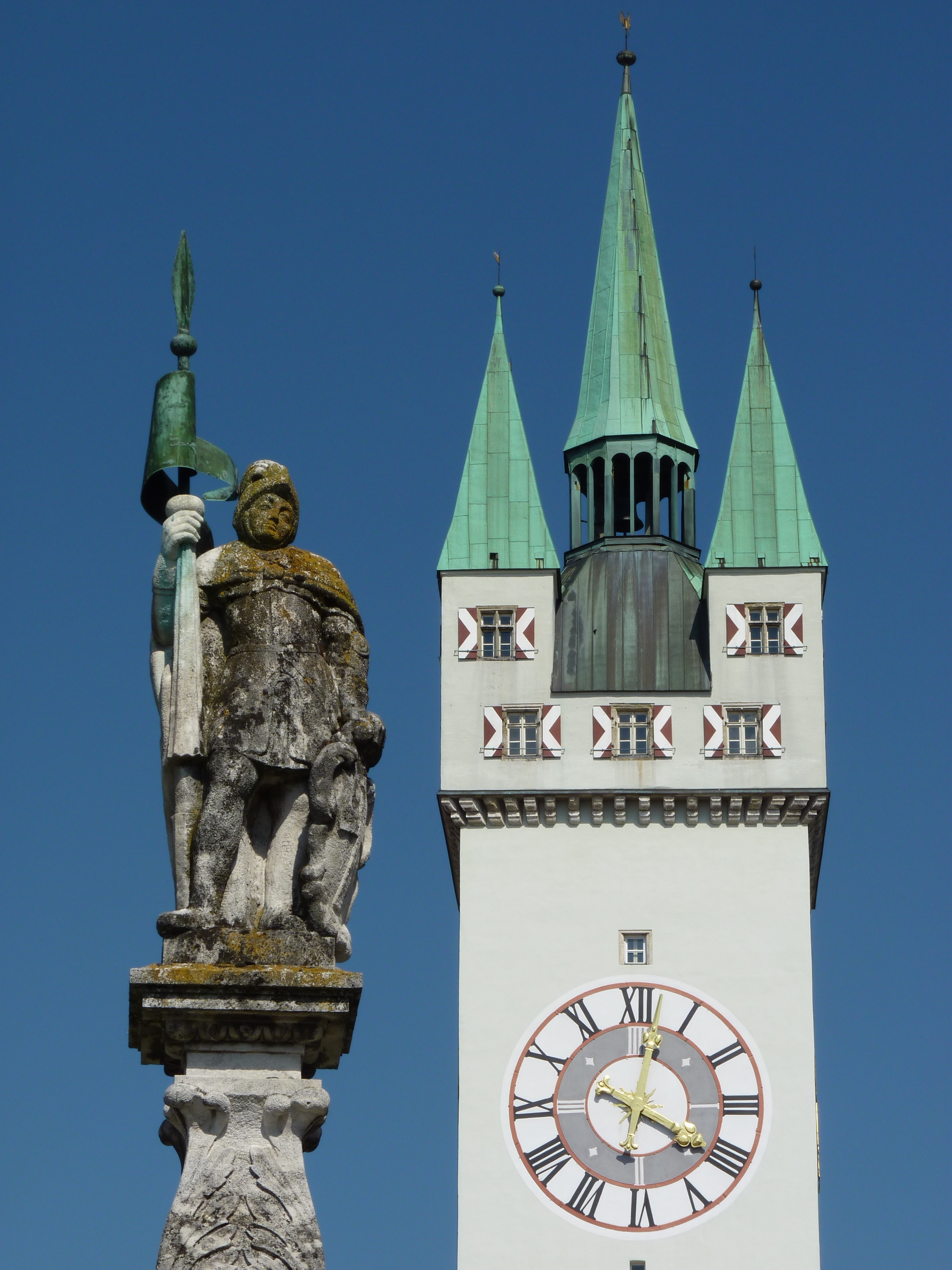
Wahrzeichen Stadtturm und Tiburtiusbrunnen
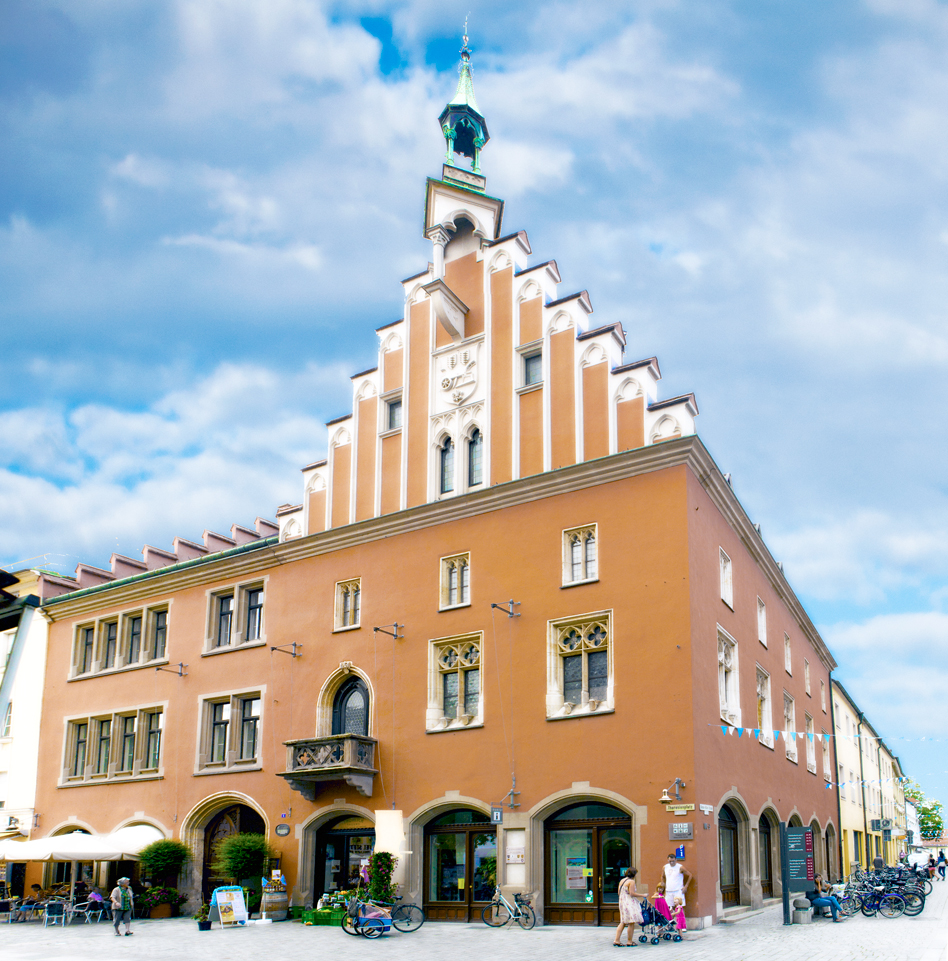
Rathaus, eines der Wahrzeichen Straubings
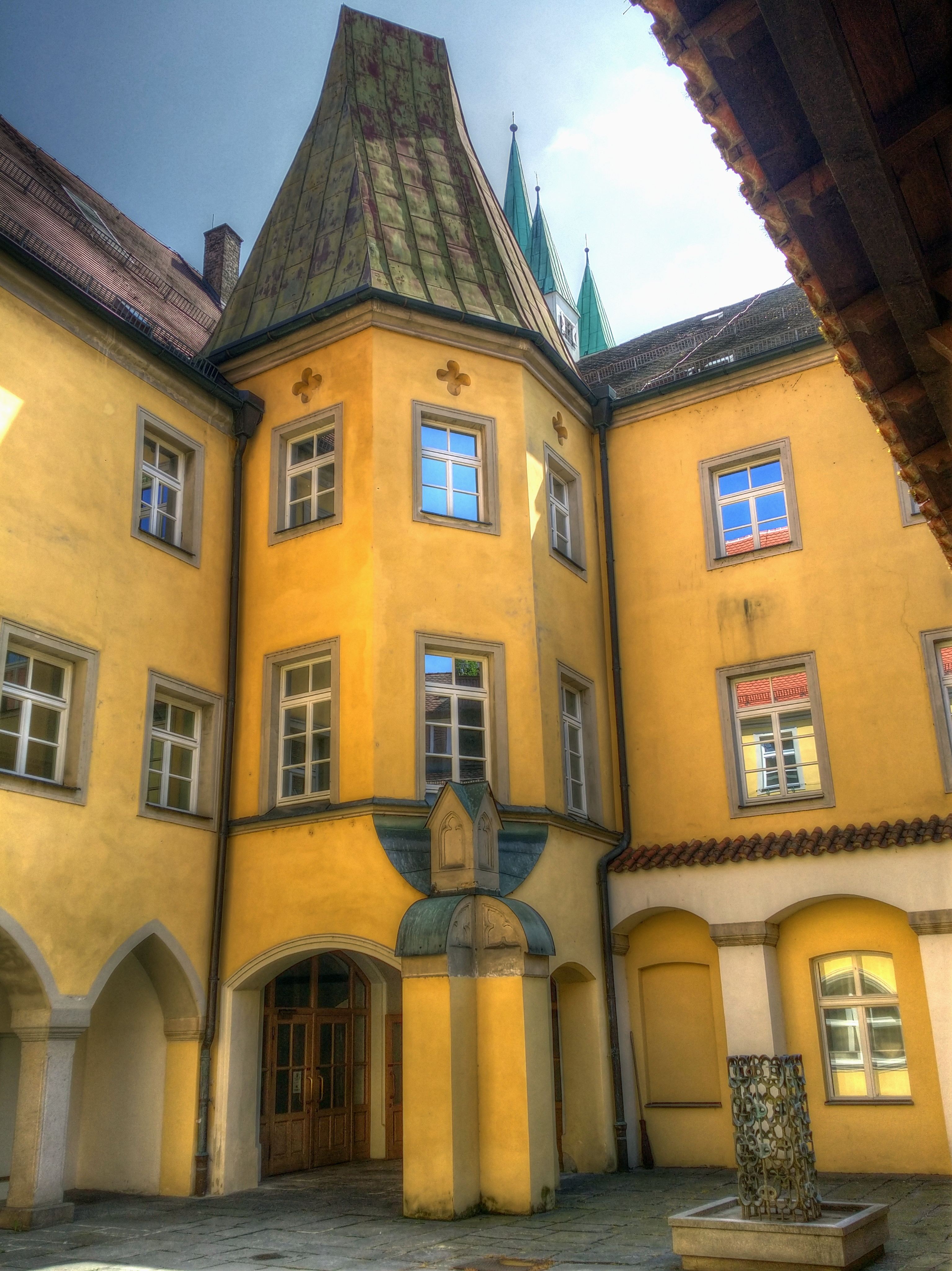
Rathausinnenhof⊙
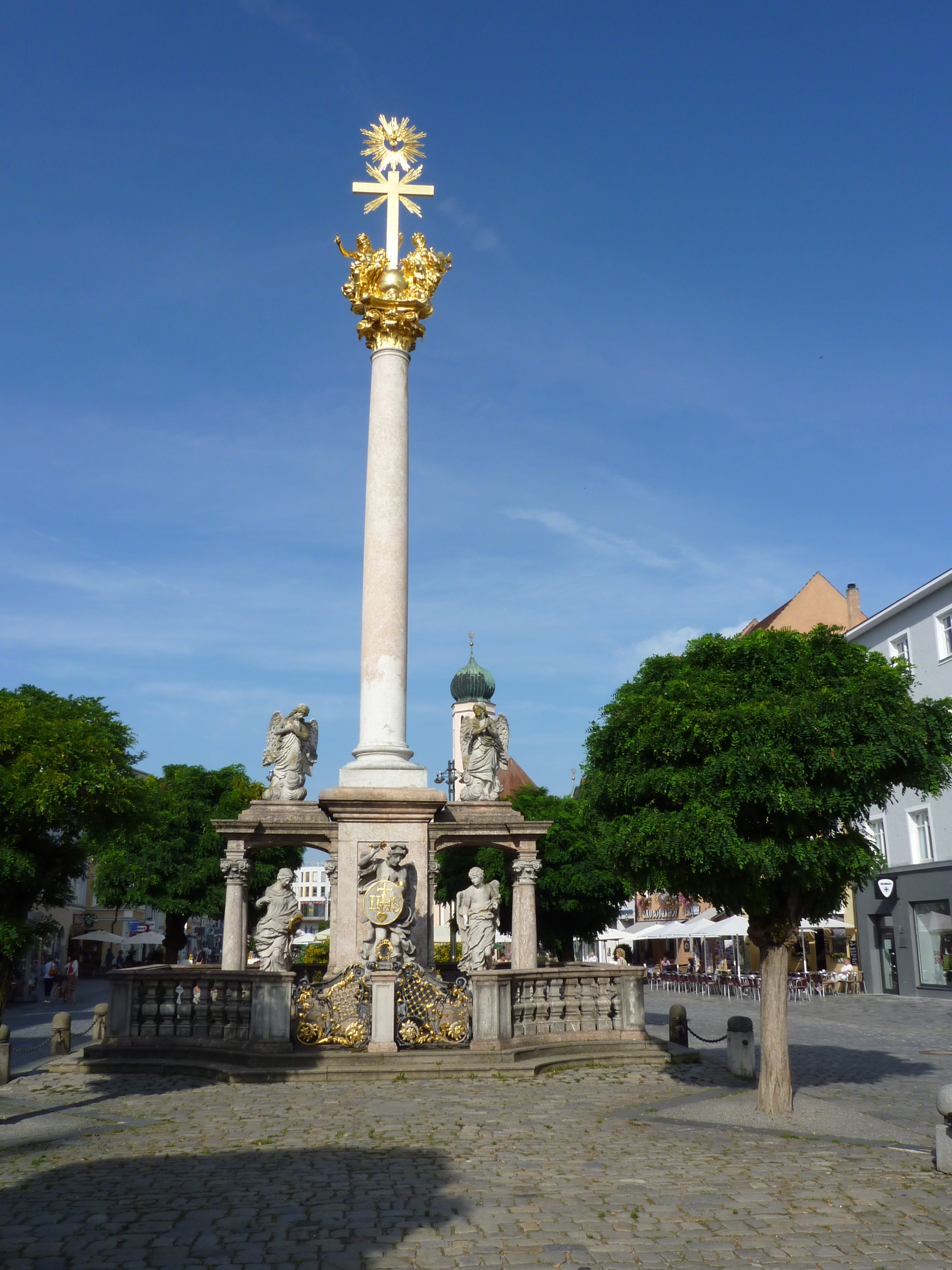
Dreifaltigkeitssäule

### Weitere Sehenswürdigkeiten
- Der Tiergarten Straubing befindet sich im Westen der Stadt. Im Tiergarten Straubing leben derzeit über 2000 Individuen in etwa 200 Arten.
- Persiluhr (an der Kreuzung Innere Passauer Straße, Mühlsteingasse und Heerstraße): Orientierungs- und TreffpunktPersiluhr

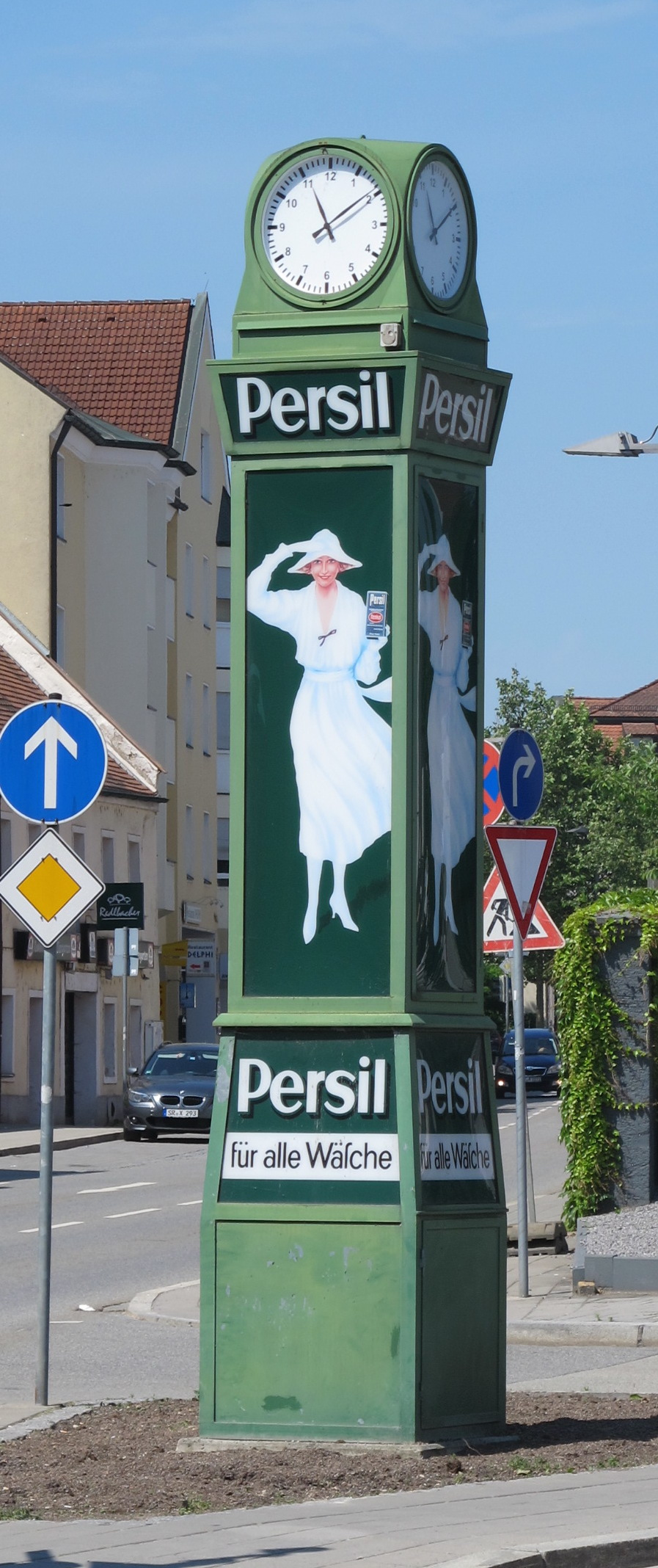
Persiluhr

- Bruder Straubinger, Bronzeskulptur von Karl Tyroller am Steiner-Thor-Platz, Kreuzungspunkt von Stadtgraben und Steinergasse. Von dort führt der Weg geradewegs zum Stadtturm, dem Mittelpunkt der Altstadt.
- Blue Brix, die größte Modellbahnschau Süddeutschlands mit 5D Kino und virtueller Achterbahn.[37]

### Schutzgebiete
In Straubing befinden sich das Naturschutzgebiet Öberauer Donauschleife, zwei Landschaftsschutzgebiete und zwei FFH-Gebiete.

### Sport

#### Sportvereine
In Straubing gibt es zahlreiche Sportvereine, die in verschiedenen Sportarten aktiv sind. Darunter sind:
- Straubing Tigers, Eishockey, Deutsche Eishockey Liga
- FTSV Straubing, Volleyball, 2. Volleyball-Bundesliga als NawaRo Straubing
- BV Fortuna Straubing, Billard, 1. Bundesliga Pool
- Boxclub Straubing 1931 e. V., Boxen, 1. Bundesliga
- Straubing Spiders, American Football seit 2022 GFL
- FSV Straubing 1926 e. V., Fußballverein im Süden der Stadt, Integrationsstützpunkt des BLSV in der Maßnahme IdS seit 2016
- Straubinger Ruderclub von 1881 e. V.
- TSV 1861 Straubing, Fußball, ehemals Landes- und Bayernliga, derzeit kein Spielbetrieb
- Unterwasserclub Straubing e. V.
- Zucht- und Trabrennverein Straubing 1873 e. V., Pferdesport
- 1. Darts Club Straubing e. V., seit 1983, Bayernliga
- SpVgg 1962 Straubing e. V., Fußball
- DJK SB Straubing, Fußball
- KSG-Straubing (Kampfsport)
- TTG Phoenix Straubing e. V., Tischtennis
- TTC Straubing e. V., Tischtennis
- DJK Hafner Straubing e. V., Tischtennis
- VfB Straubing, Fußball

#### Frei- und Hallenbad
Das Straubinger Frei- und Hallenbad AQUAtherm befindet sich südwestlich des Stadtzentrums an der Wittelsbacherhöhe.
Das Freibad verfügt über ein 50-m-Schwimmerbecken, ein Springerbecken mit Sprunganlage, ein 1000-m²-Spaßbecken mit Strömungskanal, Wasserspeiern, Fontänen, Wasserpilz, Rutschen und einen neu gestalteten Kleinkinderbereich.
Im Hallenbad gibt es unter anderem ein 25m-Schwimmerbecken, ein Nichtschwimmerbecken mit Massagedüsen, Wasserspeiern und Rutsche; Wasserspiellandschaft für die Kleinsten mit Weichspielboden, Badebecken, Rutsche und Spielelementen wie Quellen, Wassertunnel und Spieltieren; Warmwasserbecken im Innen- und Außenbereich, mit Sprudelliegen, Sprudelsitzen, Strömungskanal, Massagedüsen, Bodensprudler und Wasserfontänen; Rutschenturm mit Liegegalerie und Familienrutsche (100 m) Dampfsauna & einen Saunabereich. Die meisten Becken sind mit Thermal- und Mineralwasser aus der staatlich anerkannten Heilquelle Sorviodurum gefüllt.

#### Special Olympics
2021 bewarb sich die Stadt als Host Town für die Gestaltung eines viertägigen Programms für eine internationale Delegation der Special Olympics World Summer Games 2023 in Berlin. 2022 wurde sie als Gastgeberin für Special Olympics El Salvador ausgewählt. Damit wurde sie Teil des größten kommunalen Inklusionsprojekts in der Geschichte der Bundesrepublik mit mehr als 200 Host Towns.

## Wirtschaft und Infrastruktur
Im Jahre 2017 erbrachte Straubing, innerhalb der Stadtgrenzen, ein Bruttoinlandsprodukt (BIP) von 2,48 Milliarden €. Das BIP pro Kopf lag im selben Jahr bei 52.014 € (Bayern: 46.698 € /Deutschland 39.650 €) und damit über dem regionalen und nationalen Durchschnitt. In der Stadt gibt es 2017 ca. 40.900 erwerbstätige Personen. Die Arbeitslosenquote lag 2019 bei 4,5 %.
Im Zukunftsatlas 2019 belegte die Stadt Straubing Platz 88 von 401 Landkreisen und kreisfreien Städten in Deutschland und zählt damit zu den Orten mit „hohen Zukunftschancen“.

### Schwerpunktbranchen
Die Schwerpunktbranchen in Straubing sind:
- Maschinenbau bzw. Sondermaschinenbau
- Biotechnologie
- Elektrotechnik und Elektronik
- Automotive
- Logistik[48]

Straubing positioniert sich – bedingt auch durch die Lage in einem Kernland des Ackerbaus, dem Gäuboden – als Zentrum für industrielle Biotechnologie. Die Bayerische Staatsregierung bündelt in Straubing Forschungs- und Entwicklungsarbeiten auf diesem Gebiet in Bayern im Kompetenzzentrum für Nachwachsende Rohstoffe (KoNaRo). Unter dem gemeinsamen Dach des KoNaRo arbeiten folgende drei Einrichtungen eng zusammen:
- Der TUM Campus Straubing für Biotechnologie und Nachhaltigkeit der Technischen Universität München für grundlagenorientierte Forschung und Lehre
- Das Technologie- und Förderzentrum (TFZ) für angewandte Forschung, Förderung und Beratung
- C.A.R.M.E.N. e. V. für Öffentlichkeitsarbeit, Beratung und Projektbegutachtung

### Gewerbegebiete
Im Jahr 2018 zählte Straubing 4.673 ansässige Gewerbebetriebe. Diesen – hauptsächlich kleinen und mittelständischen Unternehmen – stehen derzeit drei Gewerbegebiete zur Verfügung:
- Der Hafen Straubing-Sand mit 220 ha sofort bebaubaren Industrie- und Gewerbegrundstücken. Hier befindet sich außerdem das Technologie- und Gründerzentrum des Hafen Straubing-Sand.
- Der Gewerbepark Alburg mit 141.000 m² Gesamtfläche und direkter Anbindung an die Bundesstraße B8.
- Das Gewerbegebiet Straubing-Ost mit 206 ha Gesamtfläche und in unmittelbarer Nähe zur Bundesstraße B20.

### Verkehr

#### Straßenverkehr
Straubing ist über die B8 und über den Zubringer B20 auch von den Autobahnen Bundesautobahn 3 und Bundesautobahn 92 erreichbar. In der Stadt umfasst das Parkleitsystem sieben Parkhäuser, Tiefgaragen und Parkebenen in der Innenstadt und damit rund 1.100 Parkplätze.
Bundesautobahnen
- : Aschaffenburg – Würzburg – Nürnberg – Regensburg – Straubing (über Zubringer B20) – Deggendorf – Passau – ( – Wels – Linz)
- A92 / E53: München – Freising – Landshut – Dingolfing – Straubing (über Zubringer B20) – Deggendorf

Bundesstraßen
- : Aschaffenburg – Würzburg – Nürnberg – Regensburg – Straubing – Plattling – Vilshofen an der Donau – Passau
- : Furth i. Wald – Cham – Straubing – Landau a. Isar – Eggenfelden – Altötting – Burghausen – Bad Reichenhall – Berchtesgaden

#### Eisenbahnverkehr
Im Stadtgebiet liegen der seit 1859 existierende Bahnhof Straubing an der Bahnstrecke Regensburg–Passau, mit Abzweig nach Bogen. Weitere Stationen im Stadtgebiet sind die Haltepunkte Straubing Ost und Ittling der Bahnstrecke nach Bogen.
Die Zuganbindungen im Überblick:
| Zuggattung                  | Strecke | Taktfrequenz                                                                                                  |
| --------------------------- | --- | --- |
| Intercity (Linie 31)        | (Fehmarn-Burg –) Hamburg – Bremen – Dortmund – Köln – Koblenz – Frankfurt – Nürnberg – Regensburg – Straubing– Plattling – Passau  | einmal täglich, Ziele variieren zwischen Köln Hbf, Hamburg-Altona und Fehmarn-Burg                            |
| Intercity-Express (ICE)     | (Rostock Hbf –) Berlin Hbf (tief) – Erfurt – Coburg – Nürnberg Hbf – Regensburg Hbf – Straubing – Passau Hbf – Linz Hbf – Wien Hbf | Einmal täglich in jede Richtung                                                                               |
| Regionalbahn (Gäubodenbahn) | Neufahrn (Niederbayern) – Straubing – Bogen                                                                                        | Stundentakt                                                                                                   |
| ag (agilis)                 | Neumarkt in der Oberpfalz/Ingolstadt – Regensburg – Straubing – Plattling Straubing – Regensburg – Parsberg                        | Stundentakt, Neumarkt und Ingolstadt Mo–Fr im stündlichen Wechsel zweimal täglich zur abendlichen Pendlerzeit |
| as (agilis-Schnellzug)      | Passau – Plattling – Straubing – Regensburg – Ingolstadt – Ulm                                                                     | Zwischen März und Oktober an Wochenenden und Feiertagen (Radlzug)                                             |
| RE (Regionalexpress)        | Passau – Plattling – Straubing – Regensburg – Nürnberg                                                                             | Zwischen April und Oktober an Wochenenden und Feiertagen (Radlzug)                                            |

#### Busverkehr
Ein öffentlicher Personennahverkehr (ÖPNV) wird seit 1992 von den Straubinger Stadtwerken betrieben. Auf vier Hauptlinien und sechs Sonderlinien ist das Stadtgebiet überwiegend erschlossen. Den Rest des Gebietes deckt das Anrufsammeltaxi (AST) ab. Die Stadtteile Kagers, Frauenbrünnl und Sand/Hafen sind mit Taxi-Bussen erreichbar, die an den ÖPNV anknüpfen.

#### Flugverkehr
Der regionale Verkehrslandeplatz Straubing-Wallmühle liegt westlich von Straubing auf dem Gebiet der Gemeinde Atting und ist als Schwerpunkt-Verkehrslandeplatz für den ostbayerischen Raum ausgebaut. Er gehört zu den am besten ausgebauten Landeplätzen in Bayern. Er verfügt über eine Start- und Landebahn mit einer Länge von 1.450 m und einer Breite von 30 m und erlaubt Instrumentenan- und -abflug. Mit unter anderem drei luftfahrttechnischen Betrieben (Flughafen-Verwaltung, Flugplatz-Restaurant, Avionik Straubing, MT-Propeller, Piloten-Service Rieger), bietet er insgesamt über 210 Arbeitsplätze. Jährlich werden ca. 60.000 Passagiere bei ca. 27.000 Starts und Landungen abgefertigt und betreut. Der Anteil des Geschäftsreiseverkehrs beträgt dabei mehr als 50 %. In 11 Unterstellhallen sind ca. 100 Flugzeuge stationiert.
Der nächstgelegene internationale Flughafen ist der Flughafen München.

#### Donauhafen
Der Hafen Straubing-Sand liegt am schiffbaren Abschnitt der Donau zwischen Kelheim und Constanța (Rumänien) am Schwarzen Meer. Über den Main-Donau-Kanal lässt sich das Wasserstraßensystem nördlich der Europäischen Hauptwasserscheide bis hin zur Nordsee erreichen.

#### Radverkehr
Straubing ist an den internationalen Fernradweg Donauradweg (verläuft von der Quelle der Donau bis zur Mündung) und an den europäischen EuroVelo-Radweg Flüsseroute EV 6 (verläuft über mehr als 3000 km sechs europäische Flüsse entlang vom Atlantik bis zum Schwarzen Meer) angeschlossen.
Weitere Routen sind
- Tour de Baroque: Von Neumarkt in der Oberpfalz bis Passau (Gesamtlänge 285 km)
- Via Danubia: Auf römischen Spuren entlang der Donau von Bad Gögging bis Passau (Gesamtlänge 220 km)
- Labertalradweg: von Neufahrn bis Straubing (Gesamtlänge 42 km)
- Große Laaberradweg: Vom Landkreis Kelheim durch das Tal der großen Laaber nach Straubing (Gesamtlänge ca. 83 km)

Mit großflächigen Maßnahmen wird derzeit das Radwegenetz der Stadt Straubing ausgebaut. Es entstehen unter anderem eine kreuzungsfreie und verkehrssichere Ost-West-Verbindung, überdachte Fahrradstellplätze und ein Fahrradverleihsystem.

### Medien
- Mediengruppe Attenkofer (ehemals Mediengruppe Straubinger Tagblatt/Landshuter Zeitung) inklusive Regional-Radio AWN als 100-prozentiges Tochterunternehmen[57]
- Wochenblatt (Redaktion Straubing[58])
- regio-aktuell24
- Niederbayern TV Deggendorf-Straubing (Regionalstudio Straubing)

### BayernWLAN
In Straubing (Wittelsbacherhöhe 3) liegt das BayernWLAN-Zentrum als Dienststelle des Landesamts für Digitalisierung, Breitband und Vermessung. Es ist die zentrale Stelle für Einrichtung und Betrieb der geplanten 20.000 kostenfreien BayernWLAN-Hotspots in Bayern.

### Notgeld
Aus Straubing ist zahlreiches Notgeld bekannt. Teilweise wurde es von der Stadtverwaltung herausgeben, teilweise von den ortsansässigen Banken. Einer der bekanntesten Notgeldscheine zeigt den Bruder Straubinger.

### Trinkwasserversorgung und Abwasserentsorgung
Die Gewinnung, Aufbereitung und Verteilung des Trinkwassers wird von den Stadtwerken Straubing übernommen. Das Trinkwasser für Straubing stammt ausschließlich aus Grundwasser. Es gibt zwei Arten von Brunnen: 26 Flachbrunnen binden in den quartären Schotter ein und fördern aus 13 bis 18 Metern Tiefe. Drei Tiefbrunnen reichen bis ins Tertiär (140 bis 160 Meter Tiefe) und fördern Wasser, welches 10.000 bis 30.000 Jahre alt ist.
Im Wasserwerk an der Äußeren Passauer Straße  werden die verschiedenen Wässer aufbereitet. Die Aufbereitung des Flachbrunnen-Rohwassers ist mit nur geringem Aufwand verbunden. Nach einer Filterung über einen Metallfilter und Aktivkohle (Entfernung von Pflanzenschutzmitteln) erfolgt eine UV-Bestrahlung zur Desinfektion. Das Wasser aus den Tiefbrunnen muss umfangreicher aufbereitet werden. Zunächst muss es mit Sauerstoff angereichert werden, bevor über einen biologischen Prozess Ammonium entfernt wird. Außerdem ist eine Enteisenung und Entmanganung nötig. Auch hier wird das Wasser mit einem Metallfilter gefiltert und mit UV-Licht bestrahlt.
Im Anschluss an die Aufbereitung wird das Wasser aus den unterschiedlichen Quellen im Verhältnis 1:1 gemischt und dann in das 210 Kilometer lange Leitungsnetz abgegeben. Der 1922 gebaute Wasserturm mit 900 m³ Fassungsvermögen dient der Druckerhaltung im Netz. Sein Wasserspiegel liegt 45 Meter über dem Gelände. Da es keinen weiteren Wasserspeicher gibt, müssen Verbrauchsschwankungen vorrangig über Drehzahlregelung der Pumpen abgefedert werden. Insgesamt beträgt die Abgabe der Stadtwerke 2,7 Mio. m³ im Jahr. Jeder Straubinger verbraucht 130 Liter pro Tag (Bundesdurchschnitt: 127 Liter). Der Anschlussgrad an das Trinkwassernetz liegt in Straubing bei 99,8 Prozent.
Mit einer Gesamthärte von 20,2 °dH fällt das Wasser in den Härtebereich „hart“. Der Brutto-Verbrauchspreis liegt bei 1,49 Euro je Kubikmeter.
Die Ableitung und Reinigung des anfallenden Abwassers fällt in den Zuständigkeitsbereich der Straubinger Entwässerung und Reinigung. 99,7 % der Stadtbewohner waren 2016 an die Kanalisation angeschlossen. Sie hat im Ortsgebiet eine Länge von 290 Kilometern. Das Abwasser wird im zentralen Klärwerk  gereinigt. Die Anlage hat eine Kapazität von 200.000 Einwohnerwerten und behandelt etwa 7 Mio. m³ Abwasser jährlich im Belebtschlammverfahren. Das gereinigte Abwasser wird in die Donau eingeleitet. Der anfallende Klärschlamm wird über einen Zeitraum von 30 Tagen verfault, durch Zentrifugen entwässert, mit einem Bandtrockner getrocknet und anschließend in Form von Pellets zur Mitverbrennung an Zementfabriken oder Kohlekraftwerke abgegeben. Das bei der Faulung entstehende Klärgas wird zur Strom- und Wärmeerzeugung in zwei Blockheizkraftwerken verwendet.

## Bildung und Forschung

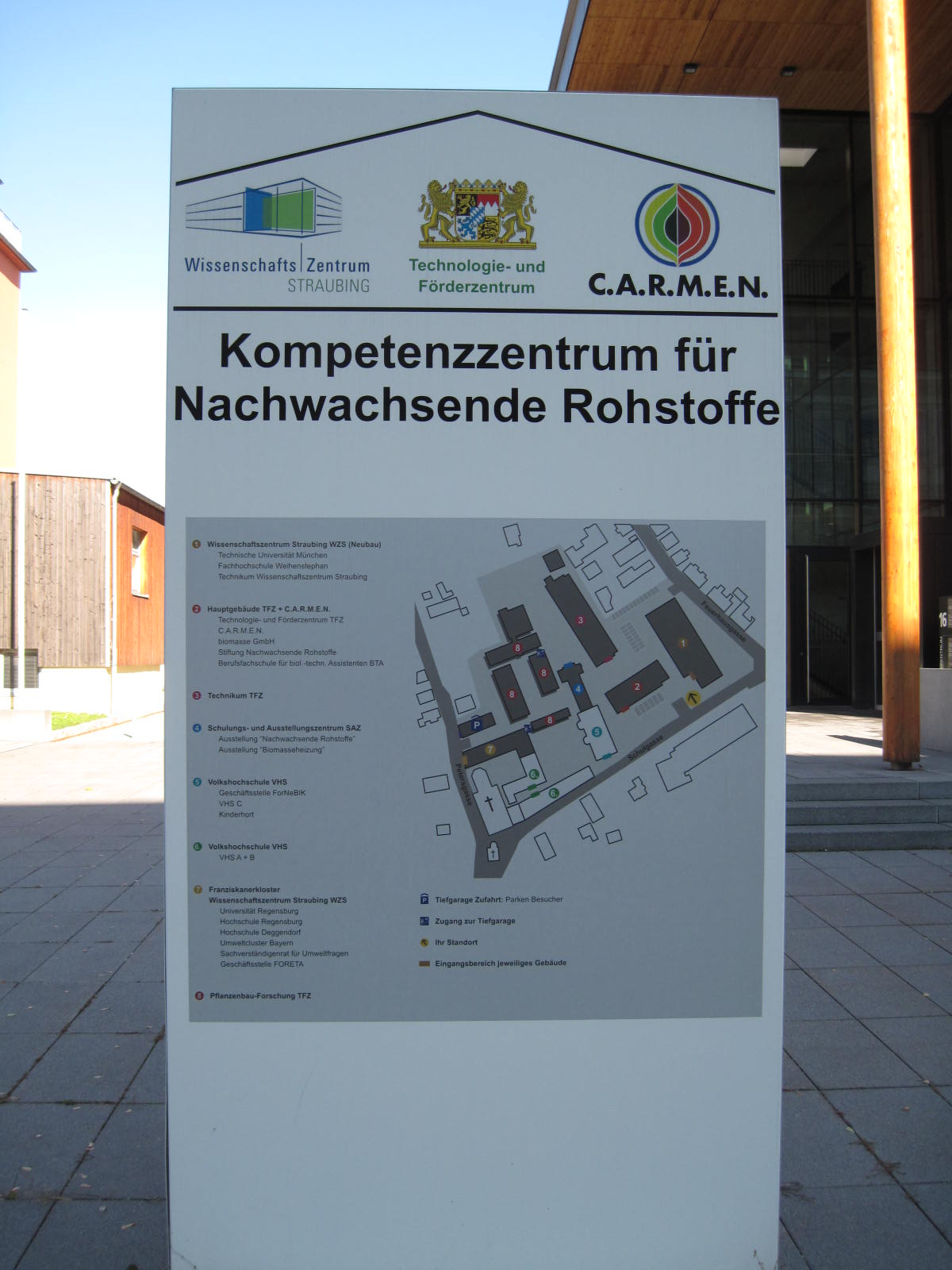
Orientierungstafel im Wissenschaftszentrum

### Universitäten und Hochschulen
Der TUM Campus Straubing für Biotechnologie und Nachhaltigkeit, welcher mit C. A. R. M. E. N. und dem Technologie- und Förderzentrum unter dem Dach des KoNaRo – Kompetenzzentrum für Nachwachsende Rohstoffe zusammenarbeitet, wurde ursprünglich von der Technischen Universität München und der Hochschule für angewandte Wissenschaften Weihenstephan-Triesdorf gegründet. Im August 2007 wurde der Stadt Straubing der Titel Wissenschaftsstadt verliehen.
Zum 1. Oktober 2017 wurde das Wissenschaftszentrum Straubing auf Beschluss des Bayerischen Landtags in einen Campus für Biotechnologie und Nachhaltigkeit der Technischen Universität München umgewandelt. 2012 ursprünglich für 500 Studienplätze geplant, genehmigte der Freistaat nach wiederholten Bitten der Stadt Straubing letztlich die finanzielle Unterstützung für 1000 Studienplätze des TUM Campus. Zum Wintersemester 2019/2020 waren am TUM Campus Straubing 436 Studenten immatrikuliert.

### Schulen
In Straubing gibt es sechs Grundschulen, vier Mittelschulen, zwei Realschulen (Jakob-Sandtner-Schule und Realschule der Ursulinen), vier Gymnasien (Anton-Bruckner-Gymnasium, Johannes-Turmair-Gymnasium, Ludwigsgymnasium und Gymnasium der Ursulinen-Schulstiftung) und zwei private Wirtschaftsschulen. In Straubing bestehen eine Fachoberschule, eine Berufsoberschule und drei Berufsschulen. Es gibt fünf Berufsfachschulen, drei Fachschulen und eine Fachakademie für Sozialpädagogik.
An Förderzentren bestehen St. Wolfgang (Förderschwerpunkt geistige Entwicklung), die Papst-Benedikt-Schule (Förderschwerpunkt körperliche und motorische Entwicklung) sowie das Sonderpädagogische Förderzentrum. In der Stadt befindet sich zudem das Institut für Hören und Sprache mit seinen beiden Förderzentren, das zum Schuljahr 2009/10 in einen Neubau umgezogen ist.

### Erwachsenenbildung
In der Erwachsenenbildung sind die Volkshochschule Straubing und die Katholische Erwachsenenbildung aktiv.